# Mars Exploration Rover
La Mars Exploration Rover (MER), en català rover explorador de Mart, és una missió enviada per explorar Mart. La missió va incloure l'enviament de dos Rovers (robots), Spirit i Opportunity per explorar la superfície i la geologia de Mart. Va ser dirigida per Peter Theisinger del Jet Propulsion Laboratory (JPL) de la NASA i l'investigador Steven Squyres, professor d'Astronomia de la Universitat de Cornell.
La seva principal meta científica, és la recerca i anàlisi de roques i sòls que puguin contenir proves de la presència d'aigua en qualsevol estat en la superfície Marciana. El Mars Exploration Rover és part del programa de la NASA per a l'exploració de Mart, que ha aconseguit tres aterratges reeixits: les dues sondes Viking el 1976 i la sonda Pathfinder el 1997.
El cost total de la construcció, llançament, aterratge i operació dels rovers a la superfície marciana durant els primers noranta dies, que era el temps previst de durada de la missió (entre gener i abril de 2004), va comptar amb un pressupost de 820 milions de dòlars (aprox. 680 milions d'euros). Atès que els rovers van seguir en funcionament després de més de tres anys des de l'aterratge, el finançament es va ampliar fins a almenys el setembre de 2007.
Spirit va ser donat per mort el 25 de maig de 2011, a causa de la falta de comunicació amb el robot des del 22 de març de 2010, després de 2.270 dies de treball, 2.180 més de l'esperat, coincidint amb l'hivern en Mart. Se sospita que el robot no va poder completar la seva recarrega dels panells solars.
Opportunity va complir els 3.000 sols marcians de servei sobre la superfície de Mart el 2 de juliol de 2012. Oficials de la NASA van declarar que la missió Opportunity es va completar el 13 de febrer de 2019 després de no respondre als múltiples senyals enviats des d'agost de 2018.
En reconeixement de l'enorme quantitat de valuosa informació científica obtinguda per tots dos rovers, s'han nomenat dos asteroides en el seu honor: 37452 Spirit i 39382 Opportunity.

## Objectius

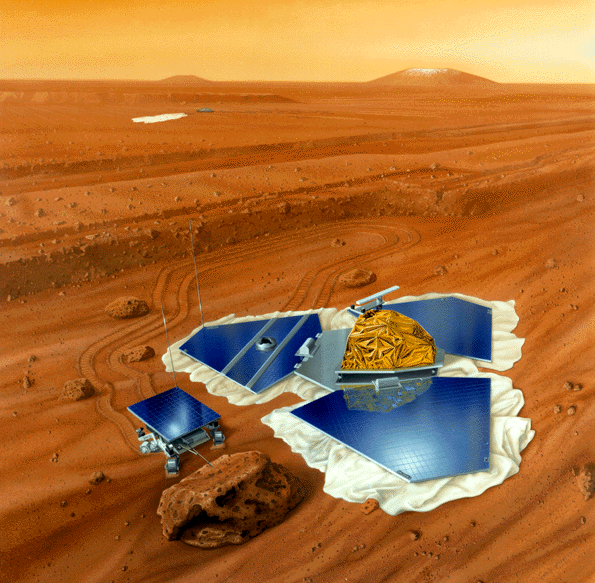
Concepció artística d'un rover a Mart (crèdit: Maas Digital LLC)

L'objectiu científic de la missió era cercar i caracteritzar una àmplia gamma de roques i sòls que contenen pistes sobre l'activitat hídrica passada a Mart. La missió forma part del Mars Exploration Program de la NASA, que inclou tres mòduls de descens anteriors amb èxit: els dos mòduls de descens del programa Viking el 1976 i la sonda Mars Pathfinder el 1997.
El cost total del muntatge, llançament, aterratge i operació dels rovers a la superfície durant la missió inicial primària de 90-sols va ser de US$820 milions. Cada rover va rebre cinc extensions de missió, ja que continuaven funcionant més enllà de la durada prevista inicialment. La cinquena extensió de la missió es va concedir l'octubre del 2007 i es va estendre fins a finals del 2009. El cost total de les quatre primeres extensions de missió va ser de $104 milions, i la cinquena extensió de la missió va ser d'almenys $20 milions.
El juliol de 2007, durant la quarta extensió de la missió, les tempestes de pols marciana van bloquejar la llum solar als rovers i van amenaçar la capacitat dels rovers per recollir energia a través dels seus panells solars, fent que els enginyers tinguessin por que un o tots dos es puguin inhabilitar permanentment. No obstant això, les tempestes de pols van acabar, cosa que els va permetre reprendre les operacions.
L'1 de maig de 2009, durant la seva cinquena extensió de missió, Spirit es va quedar atrapat en un sòl tou. Després de gairebé nou mesos d'intents per recuperar el rover, inclòs l'ús de rovers de prova a la Terra, la NASA va anunciar el 26 de gener de 2010 que Spirit va ser encarregat com a plataforma científica estacionària. Aquest mode habilitaria el Spirit per ajudar els científics de maneres que una plataforma mòbil no podria, com ara detectar "wobbles" en la rotació del planeta que indicaria un nucli líquid. El Jet Propulsion Laboratory (JPL) va perdre el contacte amb Spirit després de l'última escolta del rover el 22 de març de 2010 i els intents continus de recuperar les comunicacions van durar fins al 25 de maig de 2011, portant el temps transcorregut de la missió a 6 anys 2 mesos 19 dies, o més de 25 vegades la missió original prevista de durada.
En reconeixement de la gran quantitat d'informació científica amassed pels dos rovers, dos asteroides han estat nomenats en honor seu: 37452 Spirit i 39382 Opportunity. La missió va ser gestionada per la NASA a través de la Jet Propulsion Laboratory, que va dissenyar, muntar i fer funcionar els rovers.
El 24 de gener de 2014, la NASA va informar que llavors els estudis actuals del rover que quedava, l'Opportunity així com pel més nou rover Mars Science Laboratory, el Curiosity, cercaria proves de la vida antiga, inclosa una biosfera basada en microorganismes autòtrofs, quimiotròfs i/o quimiolitòtrofs, així com aigua antiga, inclosos entorns fluviolacustres (planes relacionades amb rius o llacs antics) que podrien haver estat habitables. La cerca de proves d'habitabilitat, tafonomia (relacionada a fòssils), i carboni orgànic al planeta Mart es va canviar a un element primari d'objectiu de la NASA.
Els objectius científics de la missió Mars Exploration Rover eren:
- Cerca i caracterització d'una varietat de roques i sòls que contenen pistes de la passada activitat d'aigua. En particular, les mostres buscades inclouen aquelles que contenen minerals dipositats per processos relacionats amb l'aigua, com ara precipitació, evaporació, cimentació sedimentària, o activitat hidrotermal.
- Determinar la distribució i la composició de minerals, roques i sòls que envolten els llocs d’aterratge.
- Determinar quins processos geològics han configurat el terreny local i han influït en la química. Aquests processos podrien incloure l'erosió de l’aigua o del vent, la sedimentació, els mecanismes hidrotermals, el vulcanisme i la craterització.
- Realitzar el calibratge i la validació d'observacions superficials realitzades pels instruments del Mars Reconnaissance Orbiter. Això ajuda a determinar la precisió i l'eficàcia de diversos instruments que inspeccionen la geologia marciana des de l'òrbita.
- Cercar minerals que contenen ferro i identificar i quantificar quantitats relatives de tipus de minerals específics que contenen aigua o que es van formar a l’aigua, com ara carbonats que contenen ferro.
- Caracteritzar el mineralogia i textures de roques i sòls per determinar els processos que les van crear.
- Cercar pistes geològiques sobre les condicions ambientals que hi havia quan hi havia aigua líquida.
- Avaluar si aquells entorns eren propicis per a la vida.

## Història
Els vehicles de llançament es van integrar en zones de llançament una al costat de l’altra, amb MER-A al CCAFS SLC-17A i MER-B al CCAFS SLC-17B. El MER-A rover, Spirit, va ser llançat el 10 de juny de 2003 a les 17:59 UTC. Posteriorment el MER-B, Opportunity, va ser llançat el 7 de juliol de 2003 a les 15:18 UTC. Spirit va arribar al cràter Gusev de Mart el 4 de gener de 2004 a les 04:35 UTC, mentre Opportunity feia el mateix a Meridiani Planum marcià el 25 de gener de 2004, justament al costat oposat de Mart que el seu company Spirit. En la setmana després de l'aterratge del Spirit, la NASA va registrar 1,7 bilions de visites i una transferència de dades de 34,6 terabytes, eclipsant els records aconseguits per anteriors missions.

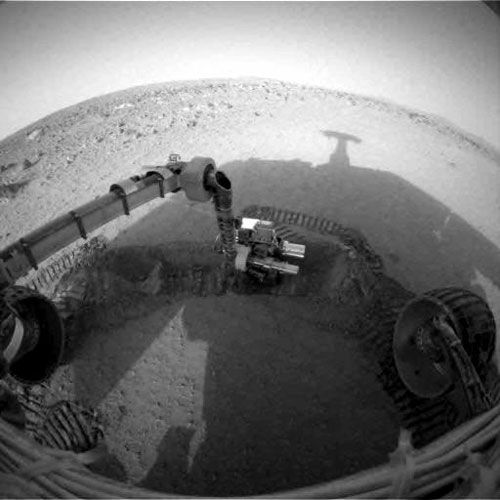
El rover d'exploració de la NASA Spirit projecta la seva ombra sobre les seves pròpies petjades mentre les examina amb els instruments del seu braç robòtic. Spirit va prendre aquesta imatge amb la seva càmera frontal (l'ombra és visible al fons) el 21 de febrer de 2004, en el seu 48è dia marcià o sol

El 21 de gener, la Xarxa d'Espai Profund de la NASA perd el contacte amb el rover Spirit, per raons que al principi es van creure relacionades amb una tempesta sobre Austràlia. El rover va transmetre un missatge sense dades el dimecres 21, i Spirit va perdre posteriorment una sessió de comunicació amb la sonda Mars Global Surveyor, en òrbita marciana, aquell mateix dia. El dijous 22, es va rebre al Jet Propulsion Laboratory (JPL) una breu resposta des del rover que indicava que aquest es trobava en problemes. El dia 23 l'equip de la missió va aconseguir que el rover enviés més dades. Com a conseqüència de la decisió, que es creia que havia estat provocat per un error en el subsistema de memòria flaix, el rover no va ser capaç de dur a terme cap investigació durant deu dies, mentre els enginyers actualitzaven el seu programari i feien comprovacions. El problema es va resoldre reformatant la memòria flaix del Spirit i actualitzant el seu programari amb un pedaç que impedís la sobrecàrrega de la memòria. Opportunity era també actualitzat amb el mateix pedaç com a mesura de precaució. Spirit va aconseguir reprendre totalment les seves investigacions científiques el 5 de febrer. Aquesta ha estat l'anomalia més greu de la missió operativa.
El 23 de març es va dur a terme una conferència de premsa revelant el que va ser anunciat com grans descobriments en la recerca de pistes d'un passat amb aigua líquida a la superfície marciana. Una representació de l'equip científic va mostrar imatges i dades que mostraven una superfície d'estratificació i sediments variats dins de les roques de la superfície de l'interior d'un cràter a Meridiani Planum, lloc de l'aterratge del MER-B rover Opportunity, la qual cosa suggeria una història de cursos d'aigua a la regió. La distribució irregular de clor i brom a la zona suggeria que el rover s'assentava en un lloc que hauria estat en un temps anterior la línia de costa d'un mar salat, ara evaporat.

### Extensions de missió
El 8 d'abril la NASA va anunciar que estenia el període de vida operativa dels rovers de tres a vuit mesos. Això proporcionava un pressupost addicional de 15 milions de dòlars nord-americans a la missió fins a setembre, així com 2,8 milions de dòlars al mes per continuar amb les operacions.
El 30 d'abril Opportunity va arribar al cràter Endurance, emprant al voltant de cinc dies a recórrer 200 m.
El 22 de setembre la NASA va tornar a anunciar que perllongava la vida útil dels rovers altres sis mesos més. Opportunity deixava enrere el cràter Endurance, visitava el seu escut tèrmic abandonat i es dirigia al cràter Victòria. Spirit, per la seva banda, va intentar pujar a les Columbia Hills.
El 6 d'abril, amb els rovers encara perfectament operatius, la NASA va fer l'anunci d'una nova pròrroga de la missió fins a setembre de 2006. Opportunity es dirigia ara cap Etched Terrain mentre Spirit es disposava a pujar per un pendent rocós sobre Husband Hill.

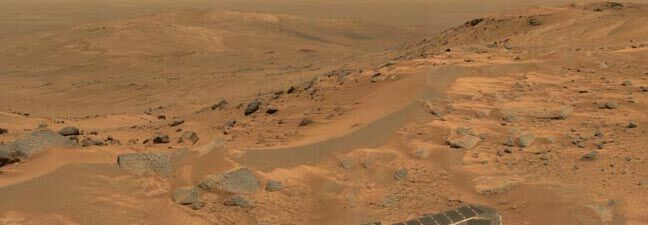
Panoràmica del Spirit des de dalt de Husband Hill: una desèrtica plana assolada pel vent, esquitxada de roques, i dunes de sorra. La imatge està presa en direcció Nord, apuntant cap al fons del "Tennessee Valley".

El 21 d'agost de 2005 Spirit coronava la Husband Hill, després de 581 'sols'. I haver recorregut 4,81 km.
Spirit celebrava el seu primer any a la superfície de Mart (669 'sols' o 687 dies terrestres) el 20 de novembre de 2005. Opportunity ho feia el 12 de desembre. Tots dos rovers havien superat set vegades les seves expectatives de vida. A l'inici de la missió no es comptava que els rovers sobrevisquessin més enllà de noranta dies. Per Chris Leger, conductor de les sondes, les Columbia Hills llavors, "eren només un somni".
El 7 de febrer de 2006 Spirit aconseguia la formació semicircular de roques coneguda com a Home Plate. És una interessant superfície de roca en capes que tenia interès pels científics. Es pensa que les roques de Home Plate són dipòsits volcànics d'origen explosiu, encara que existeixen altres possibilitats, inclosos dipòsits d'impacte o sediments creats per l'aire o l'aigua.
El 13 de març de 2006, la roda davantera dreta del Spirit va deixar de funcionar en moure cap a un pendent per tractar de maximitzar l'exposició al sol durant el proper hivern marcià. Va continuar intentant, movent-se cap enrere i arrossegant la llanda descomposta.
Opportunity estava a punt d’entrar al cràter Victoria des de la seva posada a la vora de Duck Bay el 28 de juny de 2007, però a causa de les extenses tempestes de pols, es va endarrerir fins que la pols s’havia esvaït i l'energia va tornar a nivells segurs. Dos mesos després, Spirit i Opportunity va reprendre el trajecte després de l'aturada durant les fortes tempestes de pols que van limitar l'energia solar a un nivell que gairebé va provocar el fracàs permanent dels dos rovers.
L'1 d'octubre de 2007, tan Spirit com Opportunity van entrar en la seva cinquena extensió de missió que va estendre les operacions fins al 2009, permetent als rovers haver passat cinc anys explorant la superfície marciana, a l'espera de la seva supervivència continuada.
El 26 d’agost de 2008, Opportunity va començar la seva pujada de tres dies fora del cràter de Victoria, enmig de les preocupacions sobre les pujades d'energia, similars a les que es veuen amb Spirit abans de la fallada de la roda davantera dreta, podria evitar que mai pogués sortir del cràter si fallava una roda. El científic del projecte Bruce Banerdt també va dir: "Hem fet tot el que hem pogut per arribar al cràter Victoria i molt més." Opportunity tornaria a les planes per caracteritzar la gran diversitat de roques de Meridiani Planum, algunes de les quals poden haver estat arrencades per cràters com Victoria. El rover explorava el cràter Victoria des de l'11 de setembre de 2007. El gener del 2009, els dos rovers havien enviat col·lectivament 250.000 imatges i havien viatjat 21 km.

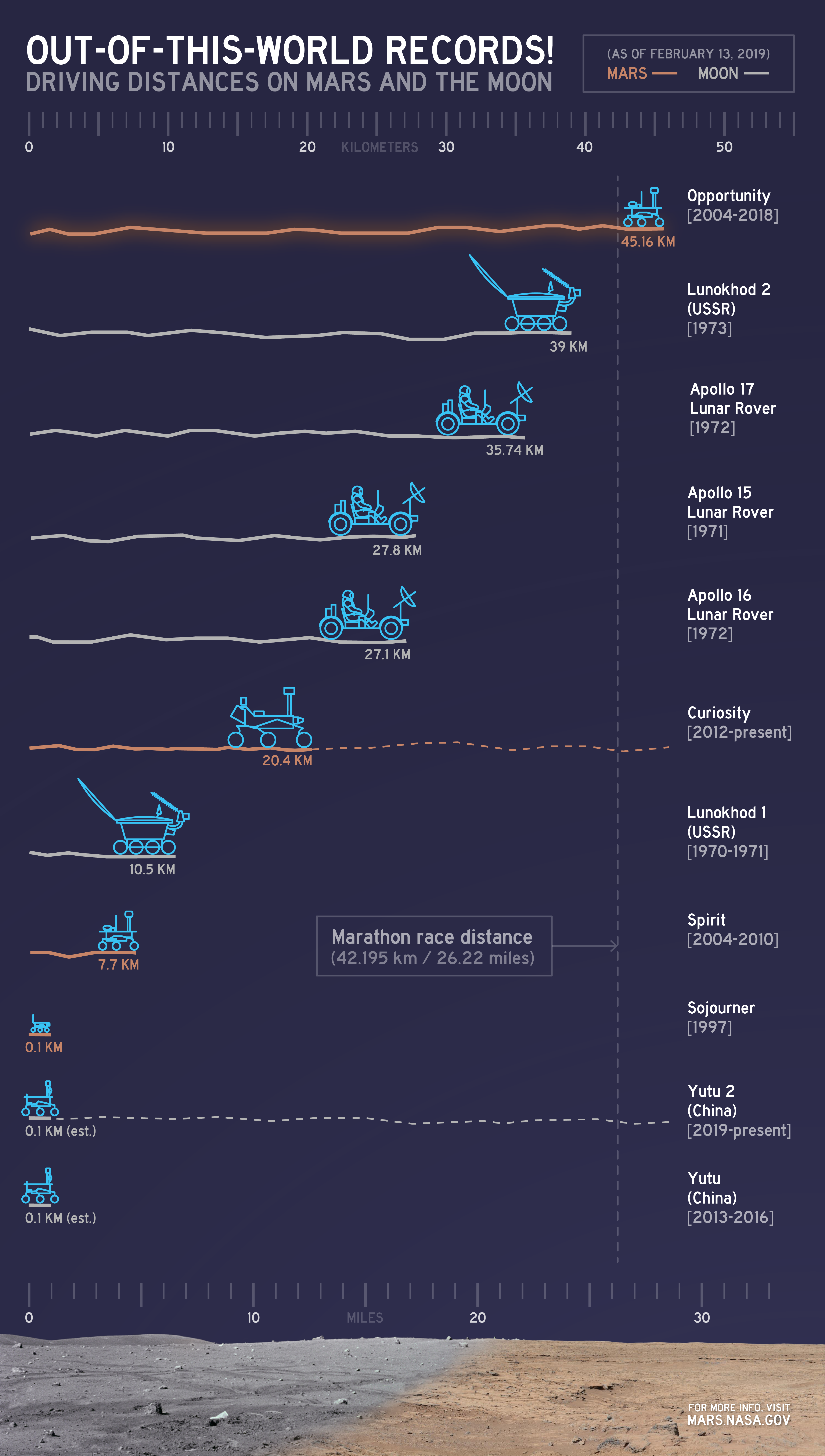
Comparació de distàncies conduïdes per diversos vehicles de rodes a la superfície de la Lluna terrestre i Mart.

Després de moure's 3,2 km des que va deixar el cràter Victoria, Opportunity va veure per primera vegada la vora del cràter Endeavour el 7 de març de 2009. Va arribar als 16 km al voltant del sol 1897. Mentrestant, al cràter Gusev, Spirit va ser excavat profundament a la sorra marciana, igual que Opportunity va estar a Purgatory Dune el 2005.
El novembre de 2009, el Professor Raymond Arvidson de la Washington University in St. Louis va ser nomenat investigador principal adjunt de la MER Mission.

### 2010 a endavant
Els dies 3 i 24 de gener de 2010, Spirit i Opportunity respectivament, van fer sis anys a Mart. El 26 de gener, la NASA va anunciar que Spirit s’utilitzaria com a plataforma d’investigació estacionària després de diversos mesos d’intents fallits d’alliberar el rover de sorra tova.
La NASA va anunciar el 24 de març de 2010 que Opportunity, llavors amb una distànciarestant estimada de 12 km al cràter Endeavour, va viatjar per sobre dels 20 km des de l’inici de la seva missió. Cada rover va ser dissenyat amb un objectiu de distància de conducció de la missió de només 600 metres. Una setmana després, van anunciar que Spirit podia haver entrat en hibernació durant l’hivern marcià i no tornaria a despertar-se durant mesos.
El 8 de setembre de 2010 es va anunciar que Opportunity havia arribat a la meitat del recorregut de 19 quilòmetres entre el cràter Victoria i el cràter Endeavour.
El 22 de maig de 2011, la NASA va anunciar que deixaria els intents de contacte amb Spirit, que portava dos anys atrapat a la sorra. La darrera comunicació amb èxit amb el rover va ser el 22 de març de 2010. La transmissió final al rover va ser el 25 de maig de 2011.
L'abril de 2013, una foto enviada per un dels rovers es va difondre àmpliament a les xarxes socials i a llocs web de notícies com Reddit que semblaven representar un penis humà esculpit en la pols marciana.
El 16 de maig de 2013, la NASA va anunciar que Opportunity havia conduït més lluny que cap altre vehicle de la NASA en un món diferent de la Terra. Després que el odòmetre del Opportunity's sobrepassés els 35,744 km, el rover va superar la distància total recorreguda pel Lunar Roving Vehicle de l'Apollo 17.
El 28 de juliol de 2014, la NASA va anunciar que Opportunity havia conduït més lluny que qualsevol altre vehicle en un món diferent de la Terra. Opportunity va fer 40 km, superant la distància total de 39 km fetes per l'astromòbil lunar Lunokhod 2, que tenia el rècord anterior.
El 23 de març de 2015, la NASA va anunciar que Opportunity havia superat els 42,2 km, amb un temps total aproximat d’11 anys i 2 mesos.
El juny de 2018, Opportunity va quedar atrapat per una tempesta de pols a escala global marciana i els panells solars del rover no van poder generar prou energia, amb el darrer contacte el 10 de juny de 2018. La NASA va reprendre l'enviament d’ordres després que la tempesta de pols va disminuir, però el rover va romandre en silenci, possiblement a causa de una falla catastròfica o una capa de pols va cobrir els seus panells solars.
El 13 de febrer de 2019 es va celebrar una roda de premsa que després de nombrosos intents d’obtenir contacte amb Opportunity sense resposta des del juny del 2018, la NASA va declarar la missió del Opportunity com a finalitzada, que també va acabar amb la missió de Mars Exploration Rover després de 16 anys.

## Disseny de la nau espacial

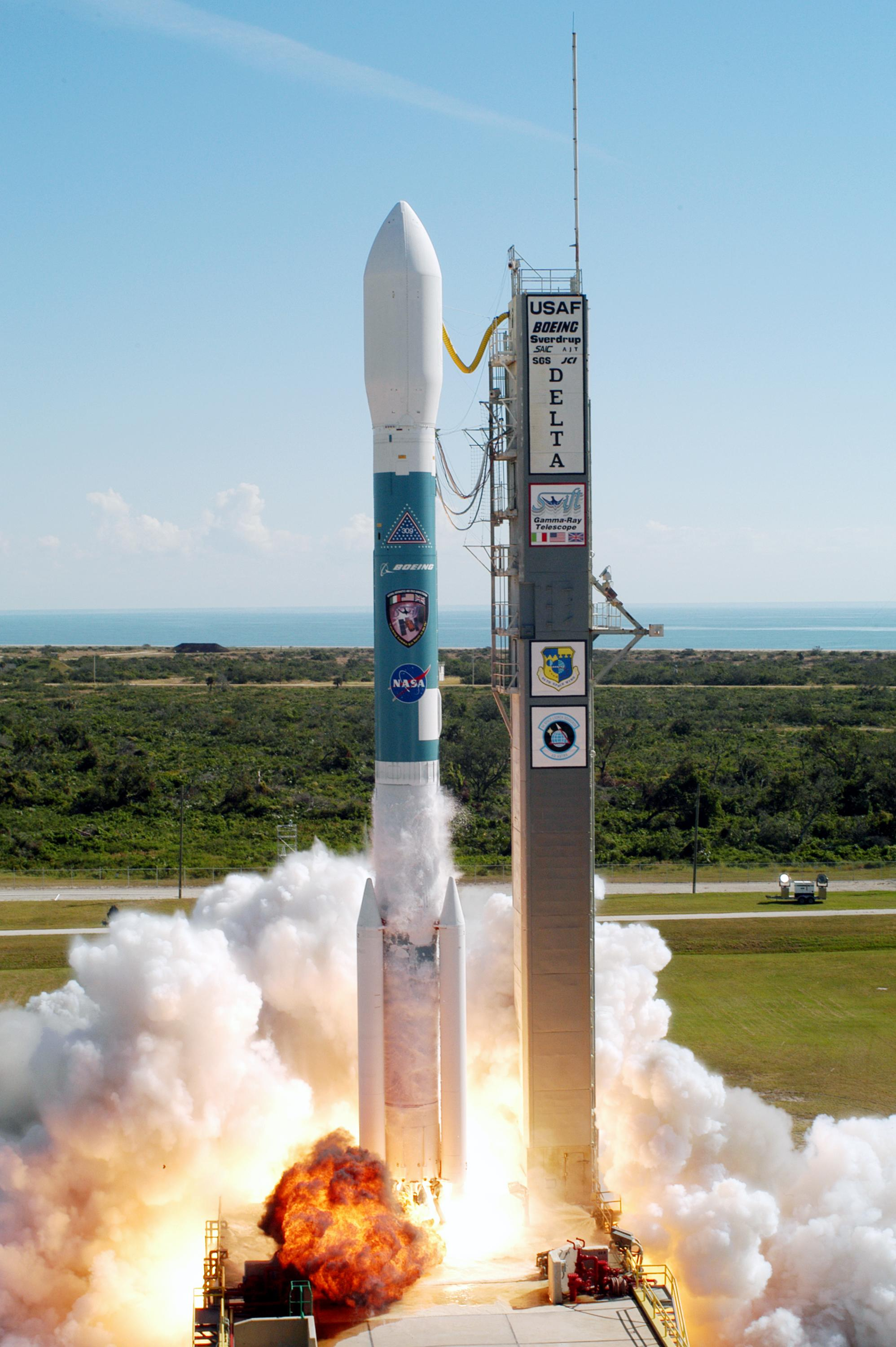
Enlairament d'un coet Delta II

La Mars Exploration Rover (MER) va ser dissenyat per poder ser instal·lat a l'interior del morro d'un coet Delta II. El conjunt de l'astronau va estar format per diversos mòduls:
- Rover - 185 kg
- Sonda d'aterratge - 348 kg
- Escut posterior/Paracaigudes - 209 kg
- Escut tèrmic - 78 kg
- Sonda de navegació - 193 kg
- Combustible - 50 kg

Tot això completa una massa total de 1.063 kg.

### Sonda de navegació

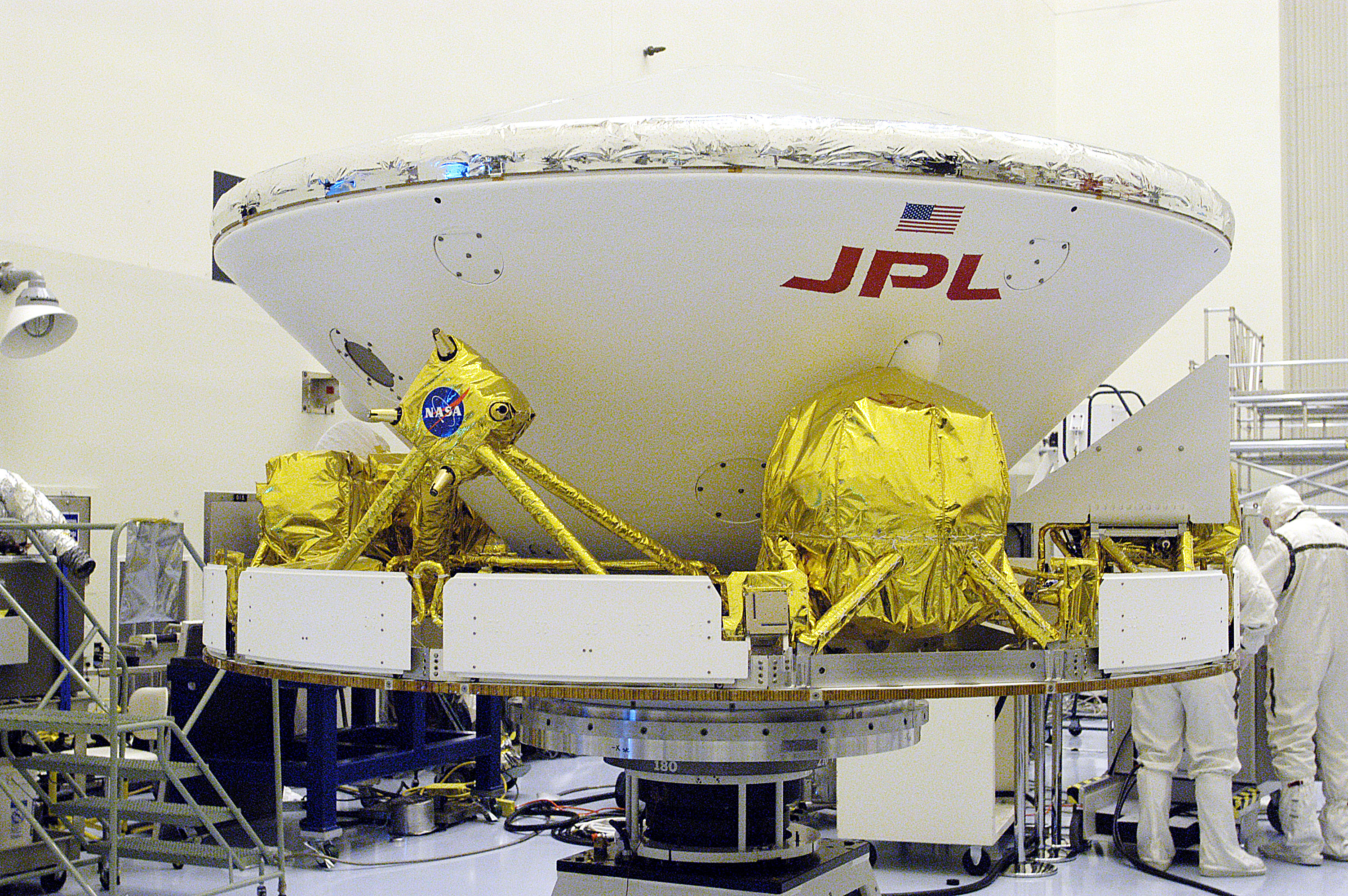
Sonda de navegació del rover Opportunity.

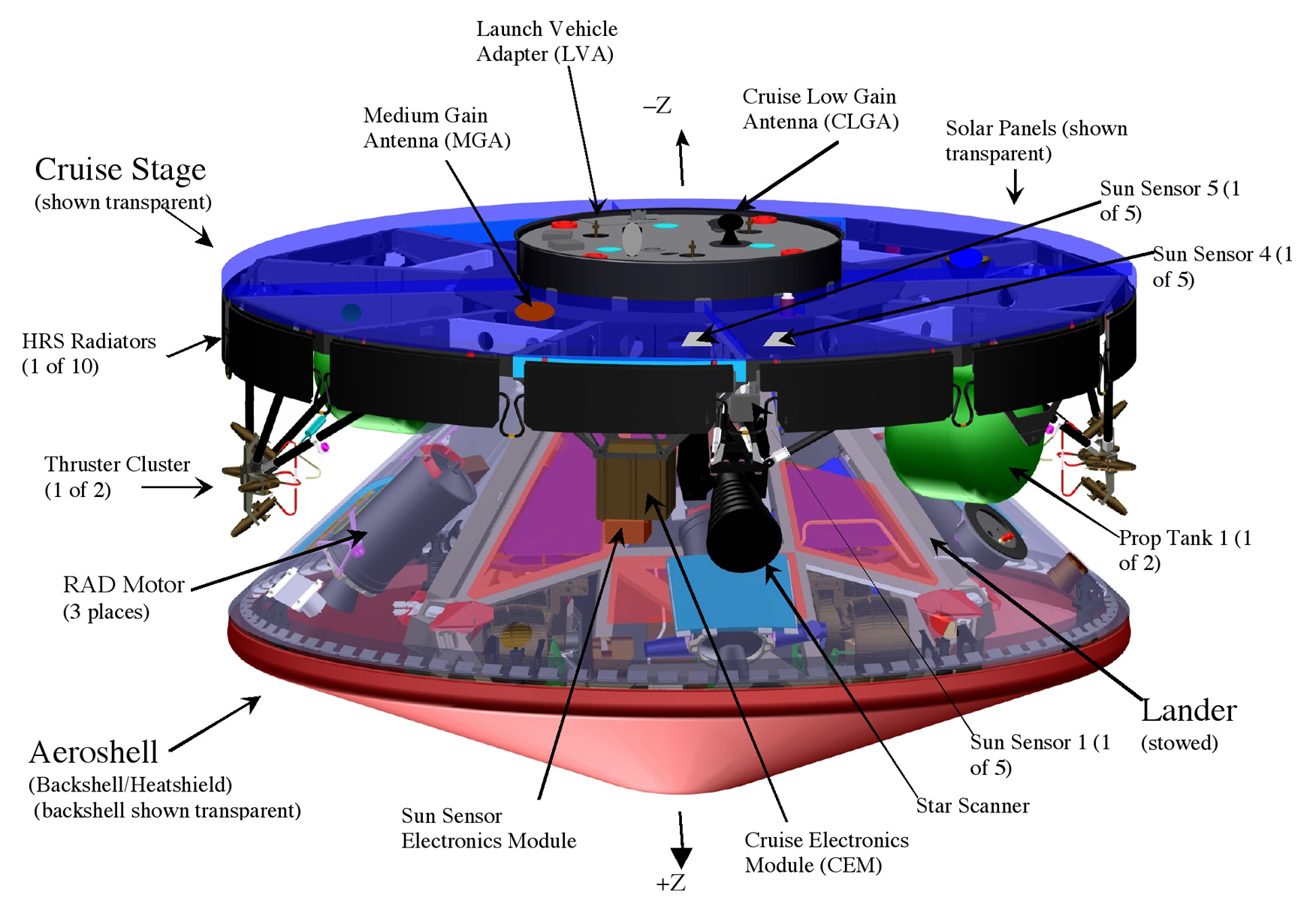
Diagrama de la sonda de navegació del MER (Cortesia NASA/JPL-Caltech).

La sonda de navegació és el component de la nau utilitzat per realitzar el viatge des de la Terra a Mart. Aquesta part té un disseny molt similar a la utilitzada en la missió Mars Pathfinder i mesura aproximadament 2,65 m. de diàmetre per 1,6 m. d'altura, incloent el mòdul de descens.
L'estructura principal és d'alumini, amb un anell exterior cobert pels panells solars d'uns 2,65 m de diàmetre.
Aquests panells solars estan dividits en cinc seccions i poden proporcionar més de 600 Ws d'energia en les proximitats de la Terra i 300 W en Mart.
Un sistema de calefacció i diverses capes d'aïllant tèrmic van mantenir els equips electrònics a una temperatura constant. Existeix també un sistema de refrigeració per gas freó usat per eliminar l'excessiva calor de l'ordinador principal i els sistemes de telecomunicacions a bord i evitar el reescalfament. Els sistemes de navegació permeten a l'ordinador de vol interaccionar amb altres components de la nau, com el sensor de llum solar, el navegador estel·lar i els equips de calefacció.

### Components de la sonda de navegació
El navegador estel·lar i sensor solar: el navegador estel·lar (amb un sistema de còpia de seguretat incorporat) i el sensor solar, permeten a la nau determinar la seva posició a l'espai mitjançant l'anàlisi de la seva posició respecte al Sol i altres estrelles fixes. A vegades la nau pot desviar lleugerament del seu rumb, una situació que està prevista donada l'enorme distància (515 milions de quilòmetres) que la nau ha de recórrer. Així, els sistemes de navegació calculen més de sis maniobres de correcció de trajectòria, a més de diversos tests per comprovar la integritat dels sistemes.
Els tancs de combustible, per assegurar que la nau arriba a Mart en el lloc previst per al seu aterratge consta de dos tancs paral·lels d'alumini amb una capacitat màxima d'uns 31 kg. plens del propel·lent hidrazina. Aquests tancs de propel·lent permeten, juntament amb els sistemes de navegació i control, mantenir a la nau en el rumb correcte durant el viatge. Mitjançant petits i breus dolls el propel·lent permet tres tipus diferents de maniobres de correcció de la trajectòria:
- Dolls en el sentit de l'eix principal de la nau usant parells de propulsors per modificar la velocitat.

- Dos propulsors en forma de raïm (quatre propulsors en cada raïm) que mouen la nau en sentit lateral mitjançant dolls de curta durada.

- Parells de propulsors simultanis per a maniobres de precisió (girs)

### Sistemes de comunicacions de la sonda de navegació
La sonda de navegació empra per a les comunicacions les ones de ràdio de banda X d'alta freqüència que aconsegueixen el mateix rendiment amb una menor despesa d'energia i antenes més petites que altres astronaus anteriors que empraven la Banda S. Els sistemes de navegació envien aquestes comunicacions mitjançant dues antenes de Banda X muntades a la sonda de navegació.
Antena de baix guany;
L'antena de baix guany està muntada dins de l'anell interior de la sonda de navegació. Durant el viatge la sonda és estabilitzada mantenint-li una lleugera rotació sobre si mateixa de 2 rpm. Malgrat aquesta rotació els sistemes s'asseguren que les antenes romanen apuntant cap a la Terra i que els panells solars s'orienten cap al Sol. La nau va utilitzar l'antena de baix guany en les proximitats de la Terra. Aquesta antena és omnidireccional, el que implica que l'energia de les transmissions que arriben a la Terra disminueix ràpidament amb la distància.
Antena de guany mitjà;
L'antena de guany mitjà està muntada a l'exterior de l'anell de la sonda de navegació. A mesura que la nau es mou cada vegada més lluny de la Terra i més a prop de Mart, el Sol passa a la mateixa àrea del cel que la Terra i l'energia rebuda de les comunicacions de la nau cada vegada és menor. Llavors la nau passa a utilitzar l'antena de guany mitjà, més direccional, per poder dirigir la mateixa quantitat d'energia en un raig més estret que pugui arribar a la Terra.

### Aerocoberta

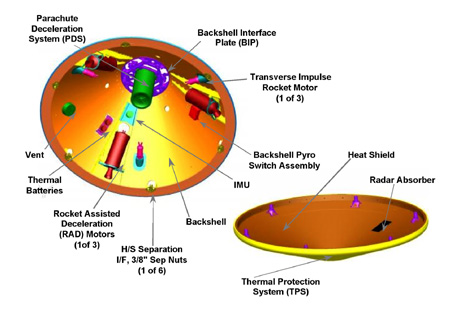
Diagrama de l'aerocoberta del Mars Exploration Rover.

L'aerocoberta forma una coberta protectora per a la sonda d'aterratge durant el viatge de set mesos a Mart. L'aerocoberta, juntament amb la sonda i el rover, constitueixen el que els enginyers anomenen "el vehicle d'reentrada". El principal objectiu de l'aerocoberta és protegir la sonda juntament amb el rover quedant fora de perill, de la intensa calor produït per la reentrada a l'atmosfera marciana el dia de l'aterratge.
L'aerocoberta pels rovers d'exploració de Mart té com a base els dissenys del Mars Pathfinder i Mars Viking.

#### Parts de l'aerocoberta
L'aerocoberta està constituïda per dues parts principals:
- L'escut tèrmic (meitat plana)
- La coberta superior (meitat gran, pintada de blanc, forma cònica)

L'escut tèrmic protegeix a la sonda i al rover de la intensa calor produïda en entrar a l'atmosfera marciana i actua com el primer aerofre per a la nau.
La coberta superior porta un paracaigudes i diversos components utilitzats durant les següents etapes d'entrada, descens i aterratge, incloent:
- Un paracaigudes (guardat en la part superior de la coberta superior)
- L'electrònica i bateries de la coberta superior que disparen els dispositius pirotècnics com ara femelles de separació, coets i el morter del paracaigudes.
- La Unitat de Mesura Inercial Litton LN-200, la qual supervisa i informa l'orientació de la coberta superior mentre es gronxa sota el paracaigudes
- Tres coets sòlids grans anomenats coets RAD-Rocket Assisted Descent (Descens Ajudat per Coet), proporcionant cadascun una tona de força (10 kNewtons) per més de 2 s
- Tres coets sòlids petits anomenats coets TIRS (muntats de tal manera que l'apuntin horitzontalment cap a fora de la coberta superior) que proporcionen una lleu empenta horitzontal a la coberta superior per ajudar a orientar més verticalment durant l'encesa del coet RAD principal

#### Composició
Construïda per la Lockheed Martin Astronautics Co, a Denver, Colorado, l'aerocoberta està fabricada d'una estructura tipus bresca d'alumini col·locada entre capes de fulles de grafit-epoxy. La part externa de l'aerocoberta està proveïda d'una capa tipus bresca amb resina fenòlica. Aquest bresca amb resina fenòlica està farcit amb un material ablatiu (també anomenat "ablador"), que dissipa la calor generada per la fricció amb l'atmosfera.
L'ablador és una barreja única de suro, fusta, aglutinant i moltes diminutes esferes de cristall de silici. Va ser inventat per als escuts tèrmics instal·lats en les missions dels vehicles d'aterratge Viking fa 25 anys. Es va utilitzar una tecnologia similar a la primera missió espacial tripulada dels EUA, Gemini i Apollo. Està formulat especialment per reaccionar químicament amb l'atmosfera marciana durant l'entrada i dissipar la calor, quedant un deixant de gas calent darrere del vehicle. Aquest vehicle desaccelerarà de 19.000 km/h a 1.600 km/h en prop d'un minut, produint aproximadament 60 m/s² (6 g) d'acceleració en el vehicle d'aterratge i rover.
Tant la coberta superior com l'escut tèrmic estan fabricats dels mateixos materials, però l'escut tèrmic té una capa d'ablador amb un gruix de 12,7 mm. De la mateixa manera, en comptes d'estar pintat, la coberta superior està proveïda d'una capa de pel·lícula PET d'alumini molt prima per protegir-la del fred de l'espai profund. Aquesta capa s'evaporarà durant l'entrada a l'atmosfera marciana.

### Paracaigudes

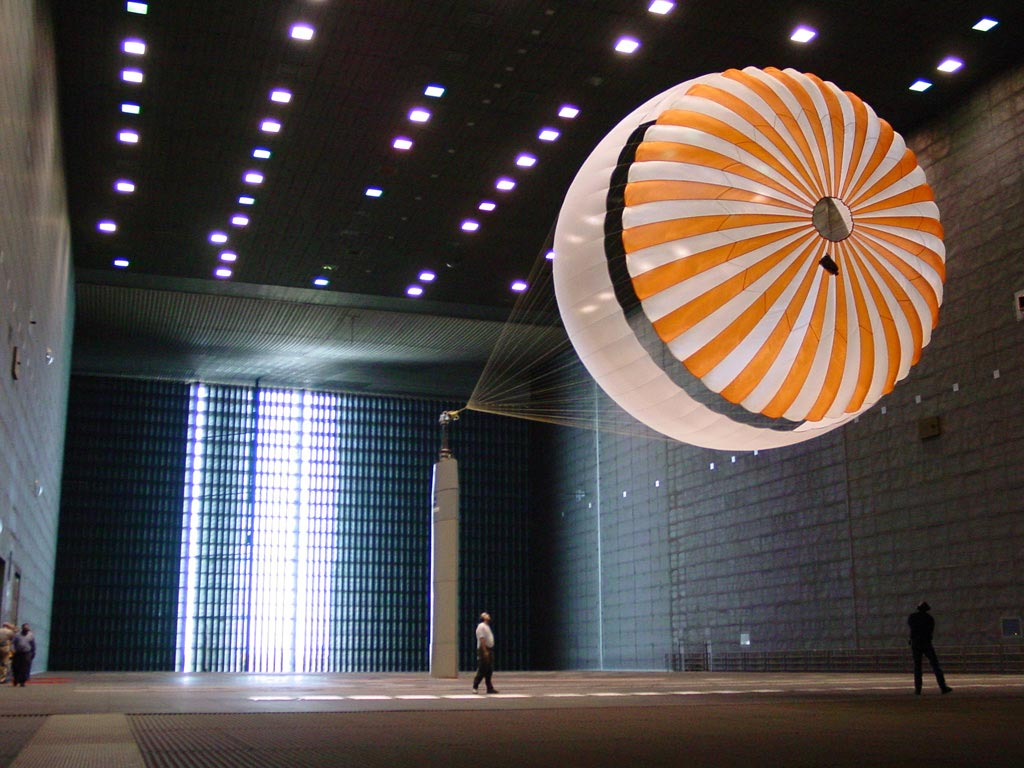
Assaig del paracaigudes del Mars Exploration Rover.

El paracaigudes ajudarà a desaccelerar el vehicle d'aterratge durant l'entrada, descens i aterratge. Està localitzat en la coberta superior.

#### Disseny del paracaigudes
El disseny del paracaigudes és part de l'esforç a llarg termini per al desenvolupament de tecnologia de paracaigudes de Mart i té com a base els dissenys i experiència de les missions Viking i Pathfinder. El paracaigudes per a aquesta missió és un 40% més gran que el del Pathfinder a causa que la càrrega més pesada per al Mars Exploration Rover és 80-85 kilonewtons (kN) quan el paracaigudes està totalment inflat. En comparació, les càrregues d'inflat del Pathfinder van ser d'aproximadament 35 kN. El paracaigudes va ser dissenyat i construït a South Windsor, Connecticut per l'empresa Pioneer Aerospace, la companyia que també va dissenyar el paracaigudes de la missió Stardust.

#### Composició del paracaigudes
El paracaigudes està fet de dues teles duradores i lleugeres: polièster i niló. El paracaigudes té una brida triple (les cordes que connecten el paracaigudes amb la coberta superior) feta de Kevlar.
L'espai disponible a la nau per al paracaigudes és tan petita que ha de ser plegada a pressió. Abans del llançament, hi havia 48 cordes de suspensió, tres brides i el paracaigudes. La part del paracaigudes es guarda en una estructura especial en la qual després s'aplica un gran pes al paquet del paracaigudes diverses vegades. Abans de col·locar el paracaigudes en la coberta superior, aquest és escalfat per esterilitzar.

#### Parts que treballen en conjunt amb el paracaigudes

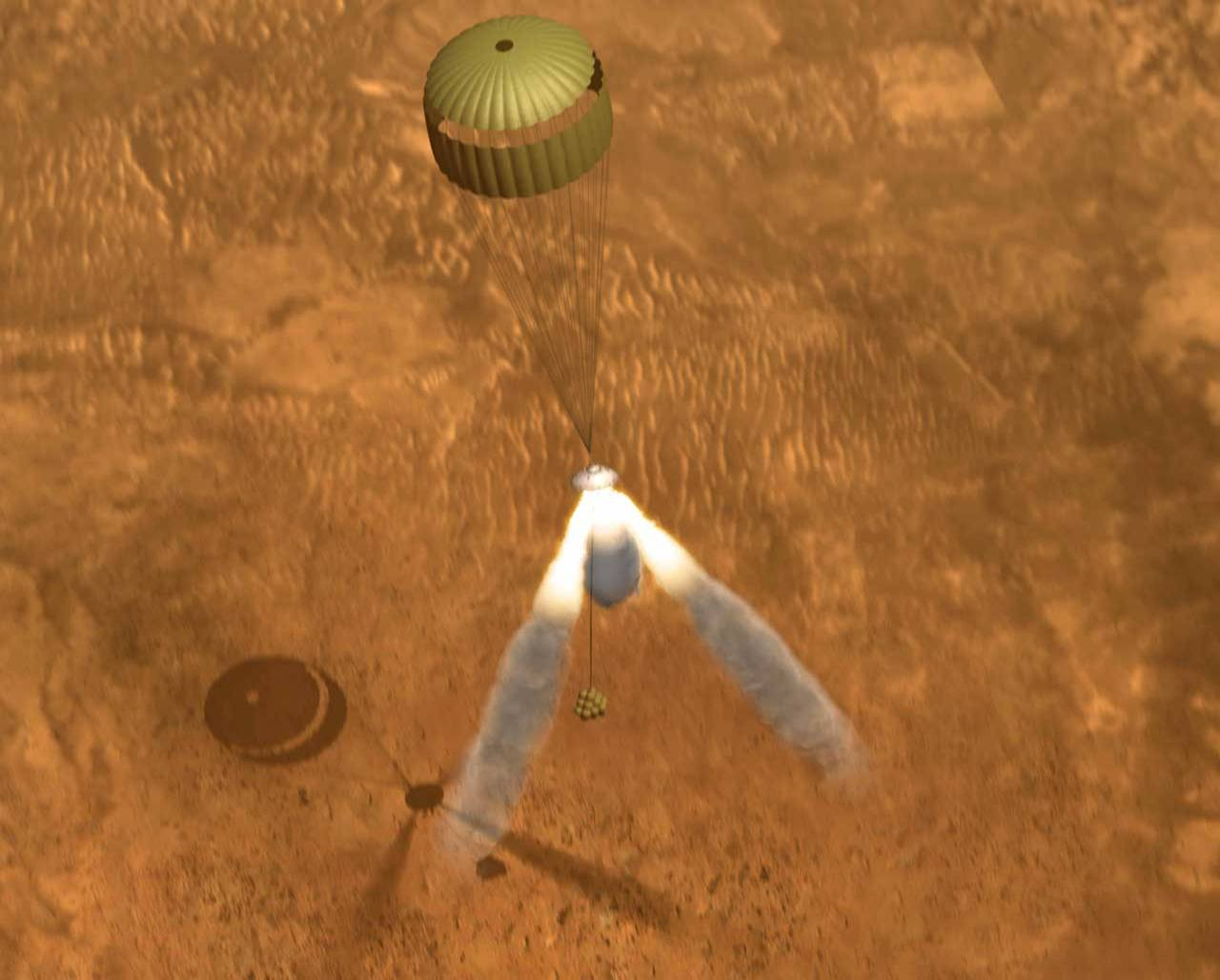
Dibuix conceptual del descens amb els coets RAD actius.

Brides de Zylon: després que el paracaigudes és desplegat a una altitud d'aproximadament 10 km sobre la superfície, se separa l'escut tèrmic utilitzant 6 rosques de separació i ressorts d'empenta. El vehicle d'aterratge se separa de la coberta superior i descendeix per una corda metàl·lica a un sistema de frenat centrífug muntat en un dels pètals del vehicle d'aterratge. El lent descens per la corda metàl·lica col·loca el vehicle d'aterratge en posició al final d'una altra brida (Tether), la qual està composta de prop de 20 m de Zylon trenat.
El Zylon és una fibra avançada semblant al Kevlar que és cosit en un patró de teranyina (com el material dels cordons de les sabates) per fer-lo més resistent. Les brides de Zylon proporcionen espai per al desplegament de les bosses d'aire, distància des de les toveres dels motors dels coets sòlids i major estabilitat. Les brides incorporen un arnès elèctric que permet l'arrencada dels coets sòlids des de la coberta superior així com proporcionar dades des de la unitat de mesura inercial situat en la coberta superior (la qual mesura velocitat i inclinació de la nau) a l'ordinador de vol en el rover.
Descens assistit per coets (Rocket assisted descent) (RAD): pel fet que la densitat atmosfèrica de Mart és menor a un 1% de la de la Terra, el paracaigudes per si sol no pot desaccelerar el vehicle d'aterratge prou per garantir una velocitat d'aterratge segura. El descens de la nau és ajudat per coets que porten a la nau a una altura total de 10-15 m sobre la superfície marciana.
Unitat de radar altimètric: s'utilitza una unitat de radar altimètric per a determinar la distància a la superfície marciana. L'antena del radar està situada en una de les cantonades inferiors del tetraedre del vehicle d'aterratge. Quan els mesuraments del radar indiquen que el vehicle d'aterratge està a la distància correcta sobre la superfície, les brides de Zylon són tallades, deixant anar el vehicle d'aterratge del paracaigudes i la coberta superior de manera que quedi lliure per a l'aterratge. Les dades provinents del radar també habiliten la seqüència per l'inflat de les bosses d'aire i el tret dels coets de la coberta superior (RAD).

### Bosses d'aire

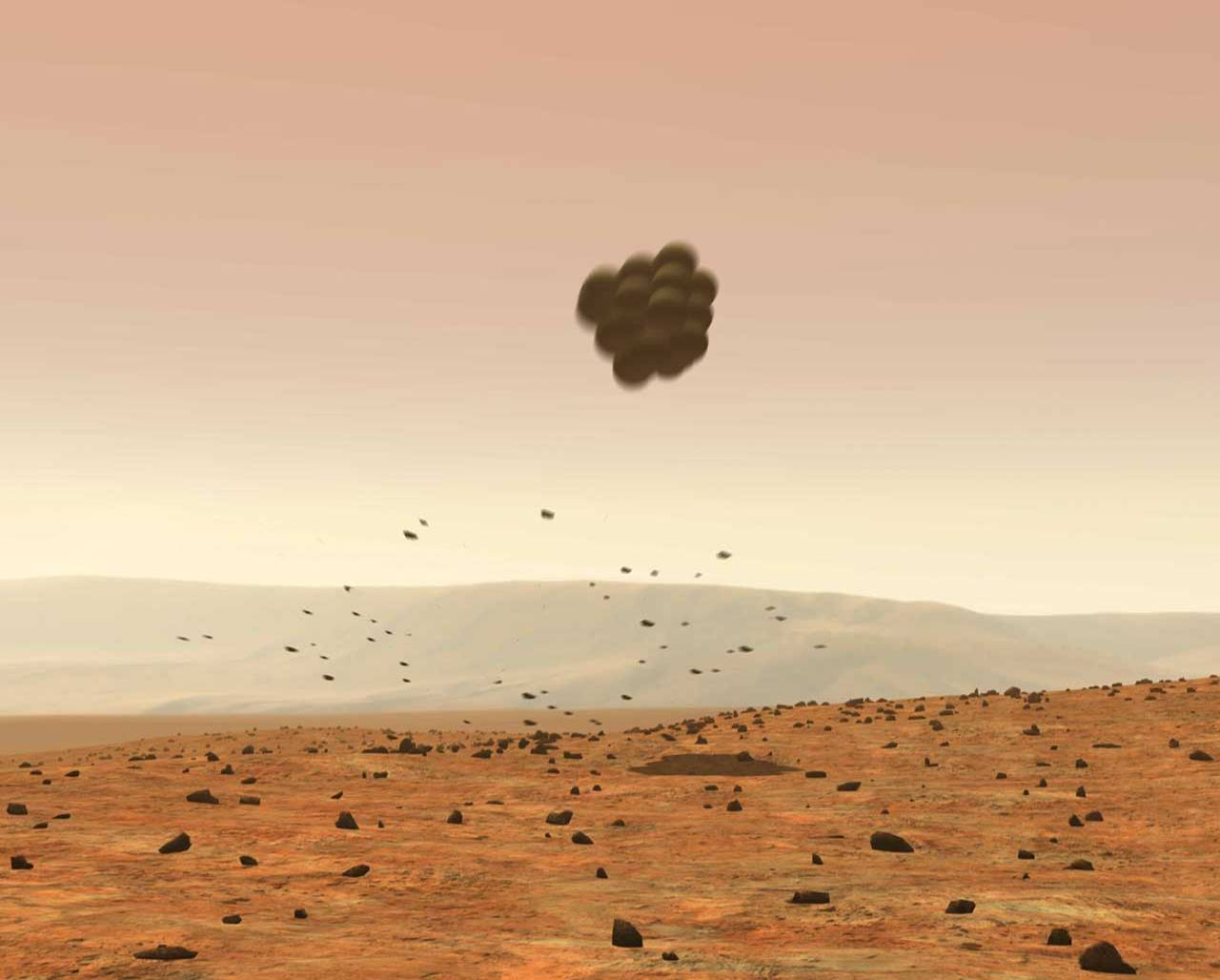
Dibuix conceptual de les bosses d'aire inflades.

Les bosses d'aire utilitzades en la missió Mars Exploration Rover són del mateix tipus utilitzat pel Mars Pathfinder el 1997. Les bosses d'aire han de ser prou fortes per esmorteir la nau si aterra sobre pedres o terreny escabrós i permetre-li que rebot a la superfície de Mart a velocitats moderades després de tocar el terra. Per fer les coses més complexes, les bosses d'aire han de ser inflades segons abans de fer contacte i desinflades una vegada que la nau es trobi fora de perill a terra.
La tela utilitzada per a les bosses d'aire noves utilitzades a Mart és d'un material sintètic anomenat Vectran que també va ser utilitzat en el Mars Pathfinder. El Vectran és dues vegades més resistent que altres materials sintètics com ara el Kevlar i es comporta millor a baixes temperatures.
Hi ha sis capes de 100 denier (10 mg/m) del resistent però lleuger Vectran protegint una o dues bufetes internes del mateix material de 200 denier (20 mg/m). Utilitzant 100 denier (10 mg/m) significa que en realitat hi ha més tela en les capes externes on es necessita, pel fet que hi ha més fils en el teixit.
Cada rover utilitza quatre bosses d'aire amb sis lòbuls cadascuna, les quals estan totes connectades. La connexió és important, ja que ajuda a disminuir algunes de les forces d'aterratge conservant el sistema de bosses flexible i sensible a la pressió del terreny. La tela de les bosses d'aire no està unida directament al rover, unes cordes que entrecreuen les bosses mantenen unida la tela al rover. Les cordes donen a les bosses la seva forma, la qual cosa permet que l'inflat sigui més fàcil. Durant el vol, les bosses es troben guardades juntament amb tres generadors de gas que s'utilitzen per inflar les borses.

### Vehicle d'aterratge
El vehicle d'aterratge és una "petxina" protectora que conté el rover i el protegeix, juntament amb les bosses d'aire, de les forces d'impacte. El vehicle d'aterratge és una estructura lleugera i resistent, que consisteix d'una base i tres costats "pètals" amb la forma d'un tetraedre. La seva estructura consisteix en barres i làmines que estan fetes de materials compostos. Les barres estan fetes de capes de fibra de grafit teixida en una tela, creant un material que és més lleuger que l'alumini i més rígid que l'acer. Es van enganxar (amb cola) els acobladors de titani a les barres del vehicle d'aterratge per permetre que es caragolin junts. El rover va ser mantingut dins del vehicle d'aterratge amb cargols i femelles especials que es van deixar anar després de l'aterratge amb petits explosius.

#### Redireccionament del rover
Els tres pètals estan connectats a la base del tetraedre mitjançant frontisses. Cada frontissa té un potent motor que és capaç d'aixecar tot el vehicle d'aterratge. La massa del rover més el vehicle d'aterratge és d'uns 533 kg. Tan sols el rover pesa aproximadament 185 kg. La gravetat de Mart és d'un 38% de la de la terra, de manera que el motor no necessita ser tan potent com ho seria a la Terra. En tenir un motor en cada pètal garanteix que el vehicle d'aterratge pot col·locar el rover en una posició vertical però no és important quin costat arribi a descansar el vehicle d'aterratge després de rebotar i rodar en la superfície de Mart.
El rover té acceleròmetres que poden detectar la direcció de la gravetat (cap a la superfície de Mart). L'ordinador del rover, en saber quina és la direcció cap avall, ordena al pètal correcte que s'obri per col·locar el rover verticalment. Una vegada que el pètal base s'ha obert i el rover està en posició vertical, els altres dos pètals s'obren.
Els pètals inicialment s'obren a una posició plana uniforme, de manera que tots els costats del vehicle d'aterratge es trobin rectes i anivellats. Els motors dels pètals són suficientment forts perquè si dos dels pètals arriben a descansar sobre roques, la base juntament amb el rover seran conservats en el seu lloc com un pont sobre la superfície de Mart. La base es mantindrà anivellada encara que els pètals descansin en roques, creant una superfície plana i recta a tot el llarg dels pètals oberts. El personal de vol a la Terra pot llavors enviar ordres al rover per ajustar els pètals creant un millor camí de sortida per al rover del vehicle d'aterratge i moure's amb seguretat cap a la superfície de Mart sense caure des d'una roca costeruda.

#### Sortida del rover cap a la superfície marciana
El procés de sortida del rover del vehicle d'aterratge es diu la fase d'egreso. El rover ha de ser capaç de sortir del vehicle d'aterratge sense que les seves llandes s'embussin en el material de les bosses d'aire o caure des d'una inclinació pronunciada.
Per ajudar en el procés de sortida, els pètals del vehicle d'aterratge estan proveïts d'un sistema de retracció que arrossega lentament les borses d'aire cap al vehicle d'aterratge per allunyar-se de la trajectòria del rover (aquest pas es realitza abans de l'obertura dels pètals del vehicle d'aterratge.) Unes petites rampes estan connectades als pètals, els quals es despleguen i creen superfícies "per transitar" i abasten espais grans entre els pètals del vehicle d'aterratge. Aquestes rampes petites sobrenomenades "Ales de Ratapinyada" estan fetes de tela Vectran. Aquestes ales ajuden a cobrir terreny desigual i perillós, obstacles de roca, i material de les bosses d'aire que hagin quedat i que pugui embullar-se en les llandes del rover. Aquestes superfícies de Vectran formen una àrea circular des de la qual el rover pot sortir cap a la superfície, proporcionant trajectòries addicionals per les quals el rover pot sortir. Aquestes rampes també disminueixen l'altura que ha de salvar el rover en sortir, prevenint un possible encallament pel rover. Si el rover colpeja una roca o cau a terra en el procés de sortida, es podria perdre tota la missió.
Es van assignar aproximadament 3 hores per retreure les borses d'aire i desplegar els pètals del vehicle d'aterratge.

## Disseny dels rover

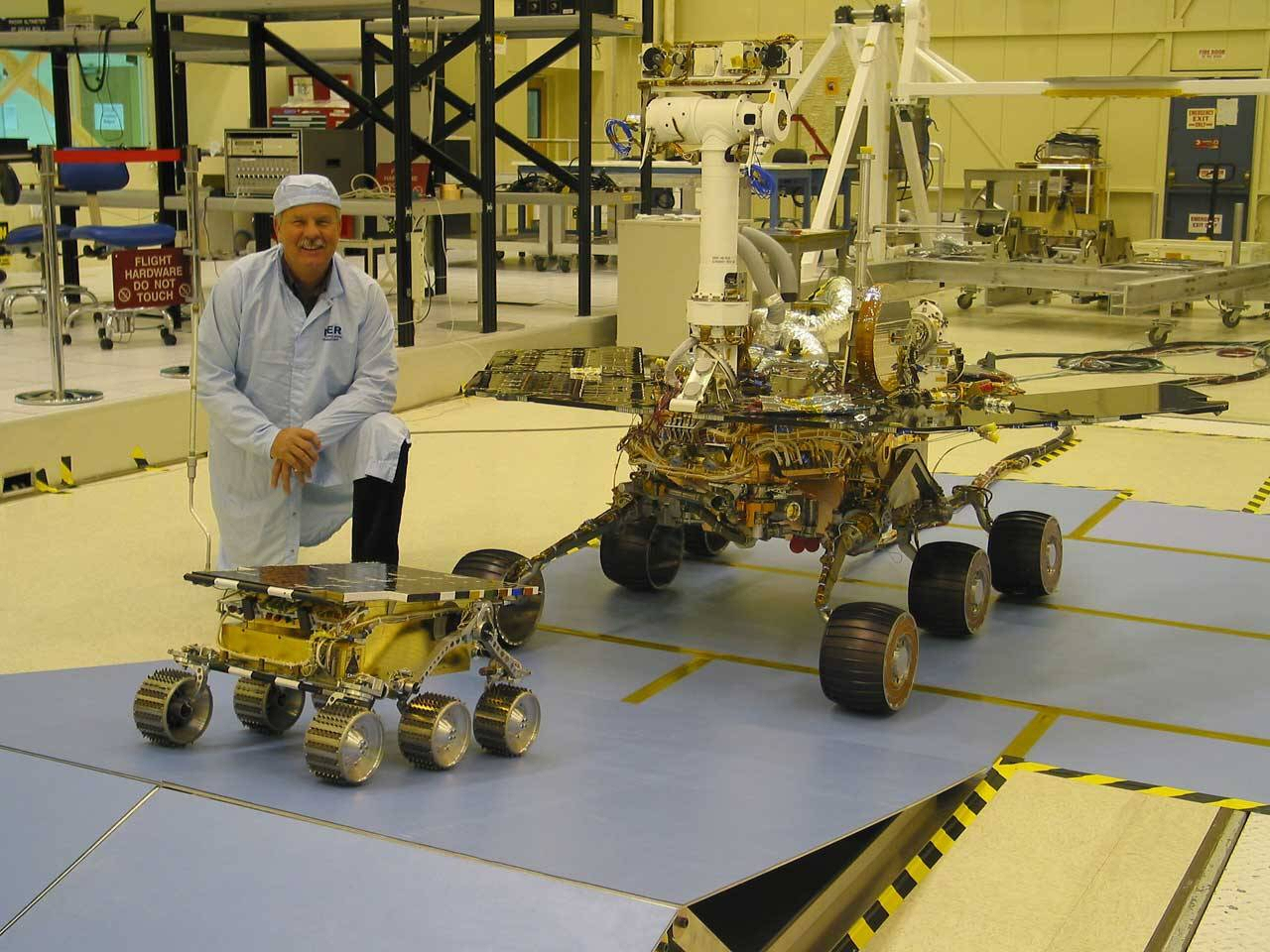
Mars Exploration rover vs. Sojourner (NASA/JPL-Caltech)

### Sistema de tracció
Cada rover té 6 rodes muntades en una suspensió tipus balancí que garanteix que les 6 rodes estan en contacte amb el terra en moure's sobre terreny escabrós, similar al Sojourner,. El disseny de balancí garanteix que el cos del rover solament es mogui la meitat del rang de moviment que les "potes" i rodes puguin experimentar sense aquest sistema de suspensió. Aquest mateix disseny permet que el rover superi obstacles (com ara roques) o a través de depressions majors que el diàmetre de la roda (250 mm). Cada roda té també "tacs" els quals proporcionen estabilitat per escalar en sorra suau o per passar sobre roques. Cada roda té el seu propi motor. Les dues rodes frontals i les dues posteriors també tenen motors individuals de direcció (una cadascuna). La capacitat de direcció permet al rover donar un gir total de 360 graus i viratges tancats. El rover està dissenyat per suportar una inclinació de 45 graus en qualsevol direcció sense voltejar. No obstant això, el rover està programat mitjançant dels seus "límits de protecció d'errors" del seu programa d'evasió de perills per evitar excedir inclinacions que excedeixin els 30 graus durant les seves travessies.
Cada rover té l'habilitat de girar una de les seves rodes davanteres per polvoritzar el terreny i està dissenyat per romandre quiet quan està girant la roda excavadora.
El rover té una velocitat màxima en superfície plana de 50 mm/s. No obstant això, per garantir un moviment segur, el rover està equipat amb un programa d'evasió de perills que fa que el rover es detingui i torni a avaluar la seva ubicació cada dos segons. Per tant, el rover aconsegueix una velocitat mitjana de 10 mm/s. El rover està programat per moure per gairebé 10 segons, detenir-se per 20 segons per observar i entendre el terreny al qual ha entrat, abans de moure's cap endavant novament per altres 10 segons.

### Sistemes d'energia i electrònica
Quan els panells solars estan totalment il·luminats, generen aproximadament 140 W fins per a 4 h per dia marcià (sol). El rover necessita aproximadament 100 watts per impulsar-se. El sistema d'energia del rover inclou dues bateries recarregables de ió liti amb un pes de 7,15 kg cadascuna, que proporcionen energia al rover quan el sol no brilla, especialment a la nit. Al llarg del temps, les bateries es degraden i no poden ser capaços de recarregar a la seva potència total inicial. En comparació, la posterior missió Mars Science Laboratory utilitza generadors termoelèctrics de radioisòtops (GTR) que duren aproximadament un any marcià per proporcionar energia a la seva gran quantitat d'instruments. Es van considerar panells solars per a les missions del MSL, però els GTRs donen major versatilitat al treball en ambients foscos i altes latituds on l'energia solar no és un mètode eficient per generar energia.
Es pensava que per al sol 90 de la missió, la capacitat dels panells solars per generar energia elèctrica es reduiria a aproximadament 50 watts. Això es deu a l'acumulació de pols sobre els panells així com el canvi d'estació. No obstant això, gairebé dos anys terrestres després, la generació d'energia elèctrica va oscil·lar entre 300 i 900 watt-hora per sol, depenent de l'acumulació de pols. Van passar esdeveniments de neteja (probablement el vent) més freqüentment del que la NASA havia anticipat, conservant els panells solars relativament lliures de pols estenent la vida de la missió.
Els rover executen un sistema operatiu incrustat en un CPU de 20 MHz RAD6000 protegit contra la radiació amb 128 MB de memòria DRAM amb detecció i correcció d'errors i 3 MB de EEPROM. Els rovers també compten amb 256 MB de memòria flaix. Per poder sobreviure durant les diferents fases de la missió, els "òrgans vitals" del rover no havien excedir temperatures extremes de -40 °C a+40 °C. A la nit els rovers van ser escalfats per 8 unitats escalfadores de radioisòtops (RHU) els quals generalment 1 W cadascun d'energia tèrmica provinent de la desintegració de radioisòtops, juntament amb escalfadors elèctrics que van funcionar únicament quan va ser necessari. Es va utilitzar una capa d'or polvoritzat i una altra capa d'aerogel com a aïllant.

### Comunicacions
El rover va comptar amb dues antenes, una de baix guany i una altra d'alt guany. L'antena de baix guany és omnidireccional i transmet dades a una velocitat baixa a l'antenes en terra de la Xarxa de l'Espai Profund (Deep Space Network). L'antena d'alt guany és direccional i movible, i pot transmetre dades a una velocitat molt més gran.
Els rovers també són capaços de transmetre informació a altres naus en òrbita al voltant de Mart, utilitzant els orbitadors Mars Odyssey i Mars Global Surveyor com a missatgers que poden retransmetre les dades dels rovers cap a la Terra. Els orbitadors també poden enviar missatges als rovers. Els beneficis que s'obtenen en utilitzar-los inclouen el que estan més a prop dels rovers que les antenes de la Xarxa de l'Espai Profund (DSN) a la Terra i que els orbitadors gairebé sempre tenen a la Terra en el seu camp visual que els rovers al sòl marcià. Els senyals de ràdio cap i des dels rovers es manen pels orbitadors utilitzant antenes UHF, les quals tenen un menor abast que les antenes de baix i alt guany. Una antena UHF es troba en el rover i una altra en un pètal del vehicle d'aterratge per ajudar a recaptar informació durant la fase crítica d'aterratge.
Les imatges s'emmagatzemen i envien a la Terra utilitzant un programa de còmput denominat ICER per a totes les imatges comprimides amb pèrdua de dades. Totes les càmeres del MER produeixen imatges de 1024 píxels per 1024 píxels a 12 bits per píxel.
Les imatges per a navegació, miniatures i molts altres tipus, es comprimeixen a aproximadament 1 bit/píxel i s'utilitzen mitjanes de bit més petits (menors que 0,5 bit/píxel) en certes longituds d'ona d'imatges panoràmiques multicolors.
La missió MER, amb un total de 18 càmeres en dos rovers, va dependre fortament en el format per compressió de fitxers d'imatges amb base en ondetes ICER el qual permet a enviar la imatge a la Terra durant les seves operacions.
La missió MER va contribuir significativament a l'avanç de la tecnologia per a la compressió d'imatges per a missions de l'espai profund utilitzant compressors d'imatges que proporcionen substancialment major compressió efectiva que l'obtingut en missions prèvies.
El compressor d'imatges ICER va ser dissenyat per complir les necessitats específiques d'aplicacions per a l'espai profund. ICER té com a base les ondetes i produeix compressió progressiva, proporcionant compressió sense pèrdua i amb pèrdua de dades, i incorpora un esquema per a la contenció d'errors per tal de limitar els efectes de la pèrdua de dades al canal de l'espai profund. ICER sobrepassa per molt el compressor d'imatges JPEG utilitzat en la missió Mars Pathfinder i proporciona una compressió sense pèrdua de dades més efectiva que el compressor REICE utilitzat en aquesta missió.

### Instruments científics
Ubicats al màstil Pancam es troben:
- Càmera panoràmica (PanCam), per determinar la mineralogia, textura i estructura del terreny local.
- El mirall del Espectròmetre Miniatura per Emissió Termal (Mini-TES), de la Universitat Estatal d'Arizona, per identificar roques i sòls importants que mereixin ser examinats i per determinar els procés que van formar les roques marcianes.

Les càmeres muntades al pal es troben a 1,5 metres d'altura. Un motor per a tot el Acoblament del Pal Pancam mou les càmeres i el Mini-TES a 360° en el pla horitzontal. Un motor independent per a elevació pot apuntar les càmeres 90° sobre l'horitzó i 90° per sota de l'horitzó. Un tercer motor per permetre l'elevació del mirall del Mini-TES, li permet apuntar 30° sobre l'horitzó i 50° per sota de l'horitzó.
El màstil també porta dues càmeres monocromàtiques per a navegació i en el xassís del rover hi ha quatre càmeres monocromàtiques per detectar obstacles (dos al capdavant i dos al darrere.)
El braç del rover (també anomenat el Dispositiu per al Desplegament d'Instruments) conté el següent:
- Espectròmetre Mössbauer (MB) Mims II, desenvolupat pel Dr Göstar Klingelhöfer de la Universitat Johannes Gutenberg a Mainz, Alemanya, el qual s'utilitza per a investigacions de primer pla de la mineralogia de roques i sòls que contenen ferro.[60][61]
- Espectròmetre de Raigs X a força de partícules Alfa (APXS), desenvolupat per l'Institut de Química Max Planck a Mainz, Alemanya, el qual és utilitzat per a anàlisi de primer pla de l'abundància d'elements que componen les roques i sòls.[62]
- Imants, per atreure partícules de pols magnètiques, desenvolupat per Jens Martin Knudse i el seu grup a l'Institut Niels Bohr, Copenhaguen. L'espectròmetre Mössbauer i l'espectròmetre de Raigs X a força de partícules Alfa van analitzar les partícules extretes i van ajudar a determinar el percentatge de partícules magnètiques i partícules no-magnètiques i la composició de minerals magnètics en la pols suspès en l'aire i en les roques que hagin estat polvoritzades per l'eina de Abrasió de Roques.[63] També compta amb imants en la coberta frontal del rover, els quals són estudiats extensament per l'espectròmetre Mössbauer.
- Càmera per imatges microscòpiques (MI), per obtenir imatges de primer pla d'alta resolució de roques i sòls.
- Eina per abrasió de roques (RAT), per remoure la superfície gastada de les roques i exposar material fresc perquè sigui examinat pels instruments de bord.

El braç robòtic va ser capaç de col·locar els instruments directament contra la roca o sòls que van ser considerats interessants.

## Nomenament del Spirit i Opportunity
Els rovers Spirit i Opportunity van ser nomenats a través d'un concurs de redacció. El participant guanyador va ser Sofi Collis, una estudiant rusomericana de tercer any d'Arizona.

Solia viure en l'orfandat. 

Era fosc, fred i solitari. 

A la nit, mirava el cel estrellat i em sentia millor. 

Somiava que podia volar allà. 

A Amèrica, puc fer que els meus somnis es tornin realitat ... 

Gràcies pel "Esperit" i la "Oportunitat" 

-Sofi Collis, 9 anys d'edat

Abans de la competència, durant el desenvolupament i construcció dels rovers, eren coneguts com a MER-1 (Opportunity) i MER-2 (Spirit). Internament la NASA també utilitza les designacions MER-A (Spirit) i MER-B (Opportunity).

## Rovers de proves

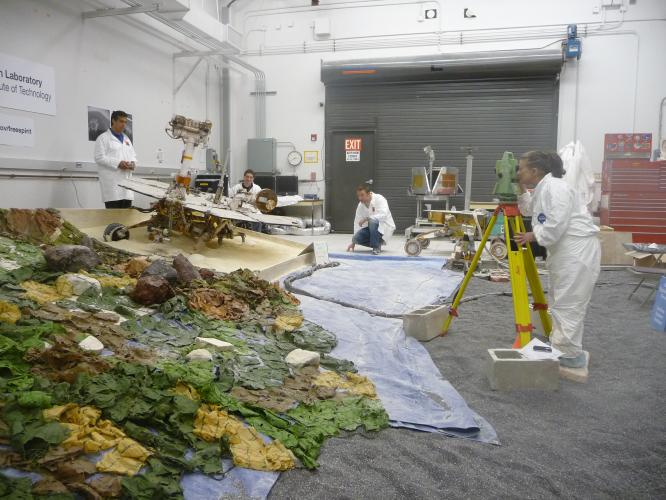
Els membres de l'equip del rover simulen el Spirit en una trampa de sorra marciana.

La Jet Propulsion Laboratory mantenia un parell de rovers, el Surface System Test-Beds (SSTB) a les seves instal·lacions a Pasadena per provar i modelar situacions a Mart. Un rover de prova, SSTB1, pesant aproximadament 180 kg, està totalment instrumentat i gairebé idèntic al Spirit i Opportunity. Una altra versió de prova, SSTB-Lite, té característiques de mida i moviment idèntiques, però no inclou tots els instruments. Pesa 80 kg, molt més a prop del pes del Spirit i Opportunity en una gravidesa de Mart reduïda. Aquests rovers es van utilitzar el 2009 per a una simulació de l'incident en què Spirit va quedar atrapat en un sòl tou.

## Programari SAPP per a la visualització d’imatges
L'equip de la NASA utilitza un programari anomenat "Surface Attitude Position and Pointing" (SAPP), per veure les imatges transmeses pel rover i per planificar les activitats diàries. Hi ha una versió disponible per al públic anomenat Maestro. Aquest programa està desenvolupat en Java pel que pot funcionar en diferents plataformes incloent Microsoft Windows, Apple Macintosh, Solaris, Linux, i Irix. El programa, juntament amb els sets de dades, es poden obtenir des de les Oficines Principals de Maestro Arxivat 2004-01-05 a Wayback Machine..

## Marques de temps de la imatges dels rovers
És possible distingir el temps en què va ser presa una imatge pels rovers a partir del nom del fitxer de la imatge. Les imatges preses pel Spirit i Opportunity tenen noms de fitxers amb una marca de temps incorporada: els caràcters 3-11 representen el nombre de segons terrestres des de l'època J2000.00 (1 gener 2000 11:58:55.816 UTC). Per tant, una imatge amb un nom semblant a "1P132176262ESF05A6P2670R8M1.JPG" té una marca de temps de 132.176.262 segons, que correspon a 10 març 2004 07:36:37.816 UTC. A més a més es va agregar un 2 traspàs després del 31 de desembre de 2005.

## Descobriments de ciència planetària

### Zona d'aterratge delSpirit, cràter Gusev

#### Planes
Tot i que el cràter Gusev apareix a partir de les imatges orbitals com un llit de llac sec, les observacions de la superfície mostren les planes interiors majoritàriament plenes de restes. Les roques de les planes de Gusev són un tipus de basalt. Contenen els minerals d'olivina, piroxè, plagiòclasi, i magnetita, i tenen aspecte de basalt volcànic ja que són de gra fi amb forats irregulars (els geòlegs dirien que tenen vesícules i vuges).
Gran part del sòl de les planes prové de l'esfondrament de les roques locals. Es van trobar nivells bastant alts de níquel en alguns sòls; probablement de meteorits.
L'anàlisi mostra que les roques han estat lleugerament alterades per petites quantitats d'aigua. Els revestiments i les esquerdes a l’interior de les roques poden suggerir que l’aigua diposita minerals de compostos de brom. Totes les roques contenen una fina capa de pols i una o més escorces de material més dures. Un tipus es pot eliminar, mentre que un altre necessitava ser resolt pel Rock Abrasion Tool (RAT).
Hi ha una gran varietat de roques a Columbia Hills, alguns dels quals han estat alterats per l'aigua, però no per molta aigua.

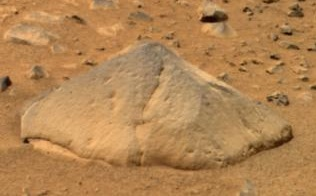
Roca Adirondack. Coordenades:

Aquestes roques es poden classificar de diferents maneres. Les quantitats i els tipus de minerals fan que les roques siguin basalts primitius, també anomenats basalts picrítics. Les roques són similars a les antigues roques terrestres anomenades komatiïtes basàltiques. Les roques de les planes també s’assemblen a les shergottites basàltiques, meteorits que provenien de Mart. Un sistema de classificació compara la quantitat d'elements alcalins amb la quantitat de sílice en un gràfic; en aquest sistema, les roques de les planes de Gusev es troben a prop de la unió del basalt, picrobasalt, i tefrita. La classificació Irvine-Barager els anomena basalts.
Les roques planes han estat molt lleugerament alterades, probablement per pel·lícules fines d’aigua perquè són més suaus i contenen venes de material clar que poden ser compostos de brom, així com revestiments o escorces. Es creu que és possible que petites quantitats d’aigua hagin entrat en esquerdes que indueixin processos de mineralització.
Els recobriments a les roques poden haver-se produït quan les roques van ser enterrades i van interactuar amb fines pel·lícules d’aigua i pols.
Un senyal que van ser alterats va ser que era més fàcil moldre aquestes roques en comparació amb els mateixos tipus de roques que es troben a la Terra.
La primera roca que va estudiar Spirit va ser Adirondack. Va resultar ser típic de les altres roques de la plana.

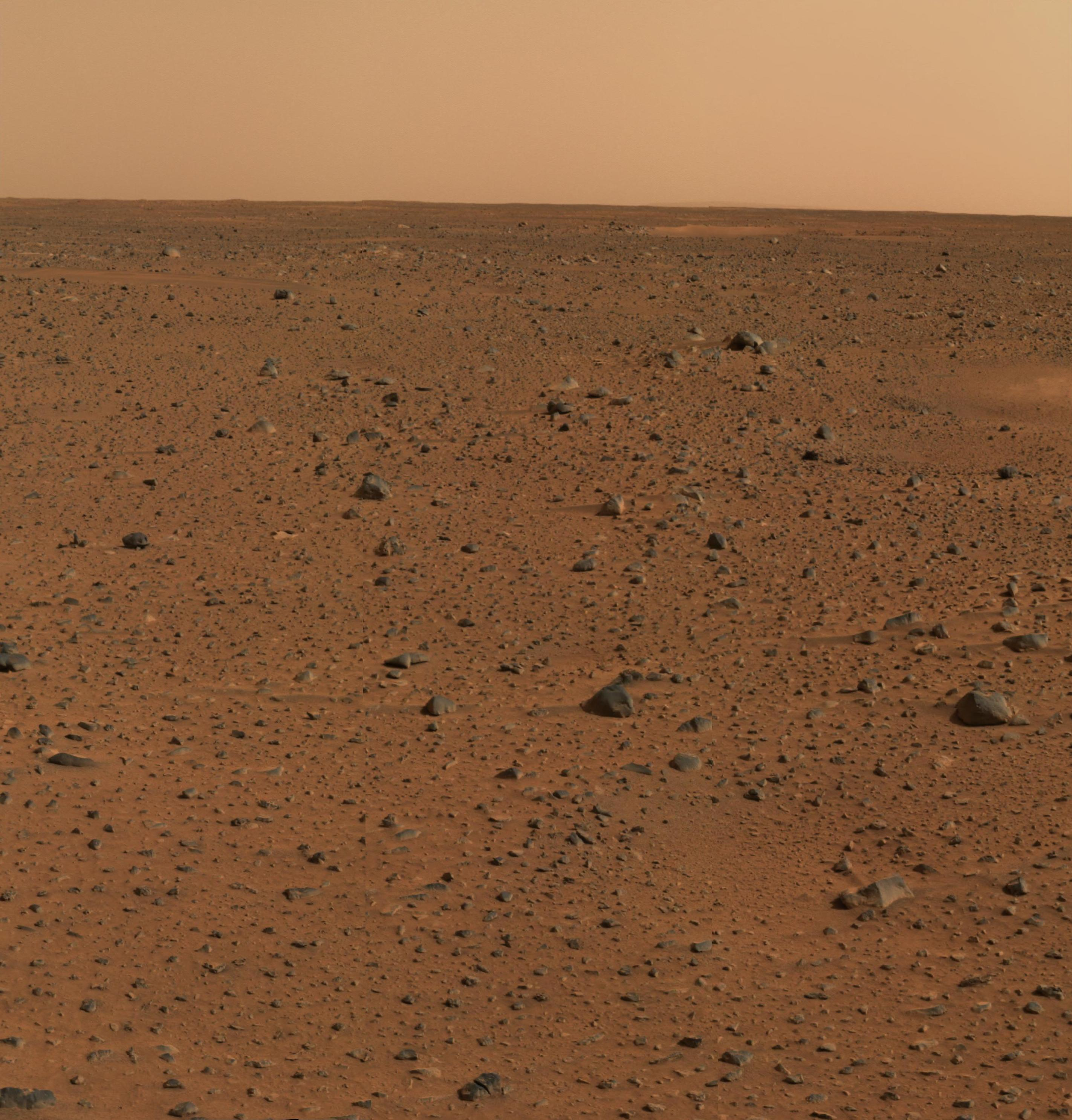
Primera imatge en color del cràter Gusev. Es va descobrir que les roques eren basalt. Tot estava cobert amb una fina pols que Spirit va determinar que era magnètica a causa del mineral magnetita.
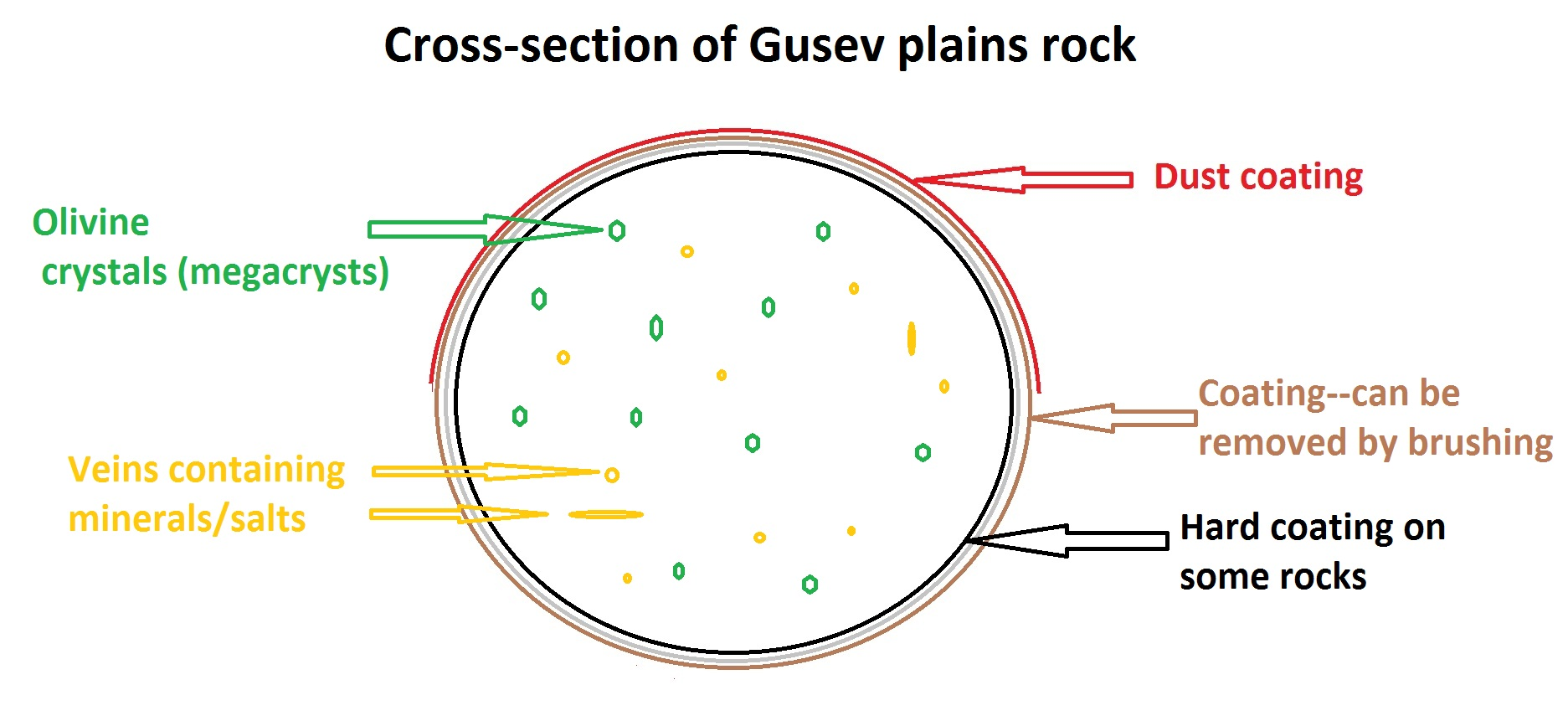
Dibuix transversal d’una roca típica de les planes del cràter Gusev. La majoria de les roques contenen un recobriment de pols i un o més recobriments més durs. Són visibles les venes dipositades amb aigua, juntament amb els cristalls d’olivina. Les venes poden contenir sals de brom.

#### Pols
La pols del cràter Gusev és la mateixa que la pols de tot el planeta. Es va descobrir que tota la pols era magnètica. A més, Spirit va detectar que el magnetisme va ser causat pel mineral magnetita, especialment la magnetita que contenia l'element de titani. Un imant va ser capaç de desviar completament tota la pols, de manera que es creu que tota la pols de Mart és magnètica. Els espectres de la pols eren similars als espectres de regions brillants i amb poca inèrcia tèrmica com Tharsis i Arabia que han estat detectats per satèl·lits en òrbita. Una fina capa de pols, de menys d’un mil·límetre de gruix, cobreix totes les superfícies. Alguna cosa conté una petita quantitat d'aigua unida químicament.

#### Columbia Hills

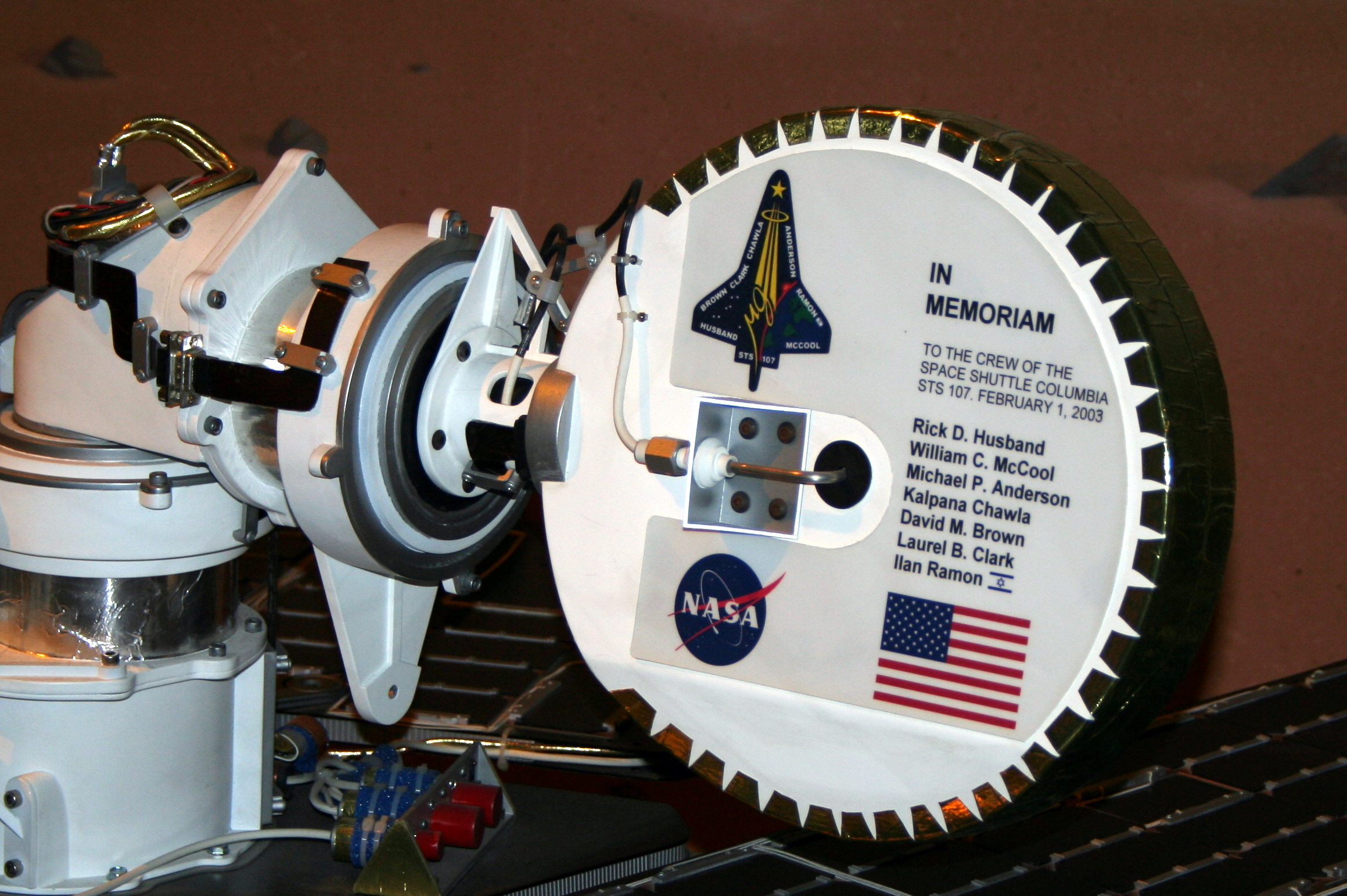
Spirit conté un element commemoratiu a la tripulació de la missió de 2003 STS-107 del Transbordador Espacial Columbia, que es va desintegrar durant la reentrada.

Mentre el rover pujava per sobre de les planes cap a Columbia Hills, la mineralogia que es va veure va canviar. Els científics van trobar una varietat de tipus de roca a Columbia Hills, i els van situar en sis categories diferents. Els sis són: Clovis, Wishbone, Peace, Watchtower, Backstay, i Independence. Porten el nom d’una roca destacada de cada grup. Les seves composicions químiques, mesurades per APXS, són significativament diferents entre si. El més important, totes les roques de Columbia Hills mostren diversos graus d’alteració per fluids aquosos.
S'enriqueixen en els elements fòsfor, sofre, clor i brom, que es poden transportar en solucions d'aigua. Les roques de Columbia Hills contenen vidre basàltic, juntament amb diferents quantitats d'olivina i sulfats.
L’abundància d’olivina varia inversament amb la quantitat de sulfats. Això és exactament el que s’espera perquè l’aigua destrueix l’olivina però ajuda a produir sulfats.
El grup Clovis és especialment interessant perquè l'espectròmetre Mössbauer (MB) hi va detectar goethita. La goethita es forma només en presència d’aigua, de manera que el seu descobriment és la primera evidència directa de l’aigua passada a les roques de Columbia Hills. A més, els espectres MB de roques i afloraments van mostrar un fort descens de la presència d’olivina,
tot i que probablement les roques contenien molta olivina. L’olivina és un marcador de la manca d’aigua perquè es descompon fàcilment en presència d’aigua. Es va trobar sulfat i necessita aigua per formar-se.
Wishstone contenia una gran quantitat de plagioclasa, una mica d'olivina i anhidrat (un sulfat). Les roques de Peace van mostrar sulfur i una forta evidència de l’aigua relacionada, de manera que se sospita que hi ha sulfats hidratats. Les roques de Watchtower manquen d'olivina, per tant poden haver estat alterades per l'aigua. La classe Independence va mostrar alguns signes d'argila (potser la montmorillonita era membre del grup de les smectites). Les argiles requereixen una exposició a l'aigua a llarg termini per formar-se.
Un tipus de sòl, anomenat Paso Robles, des de Columbia Hills, pot ser un dipòsit d’evaporació perquè conté grans quantitats de sofre, fòsfor, calci i ferro.
A més, el MB va trobar que una gran part del ferro al sòl de Paso Robles era dels oxidats, format de Fe3+.
Cap a la meitat de la missió de sis anys (una missió que havia de durar només 90 dies), grans quantitats de sílice pur es van trobar al sòl. La sílice podria provenir de la interacció del sòl amb els vapors àcids produïts per l'activitat volcànica en presència d'aigua o de l'aigua en un entorn d'aigües termals.
Després que Spirit s'aturés, els científics van estudiar dades antigues del Miniature Thermal Emission Spectrometer, o Mini-TES i va confirmar la presència de grans quantitats de roques riques en carbonats, el que significa que les regions del planeta podrien haver acollit aigua alguna vegada. Els carbonats es van descobrir en un aflorament de roques anomenat "Comanche."
En resum, Spirit va trobar proves de lleugera meteorització a les planes de Gusev, però cap prova que hi hagués un llac. No obstant això, a Columbia Hills hi havia evidències clares sobre una quantitat moderada de meteorització aquosa. Les proves van incloure sulfats i els minerals goetita i carbonats que només es formen en presència d’aigua. Es creu que el cràter Gusev pot haver tingut un llac fa molt de temps, però des de llavors ha estat cobert per materials ígnis. Tota la pols conté un component magnètic que es va identificar com a magnetita amb una mica de titani. A més, la fina capa de pols que cobreix tot a Mart és la mateixa a totes les parts del planeta.

### Zona d'aterratge delOpportunity, Meridiani Planum

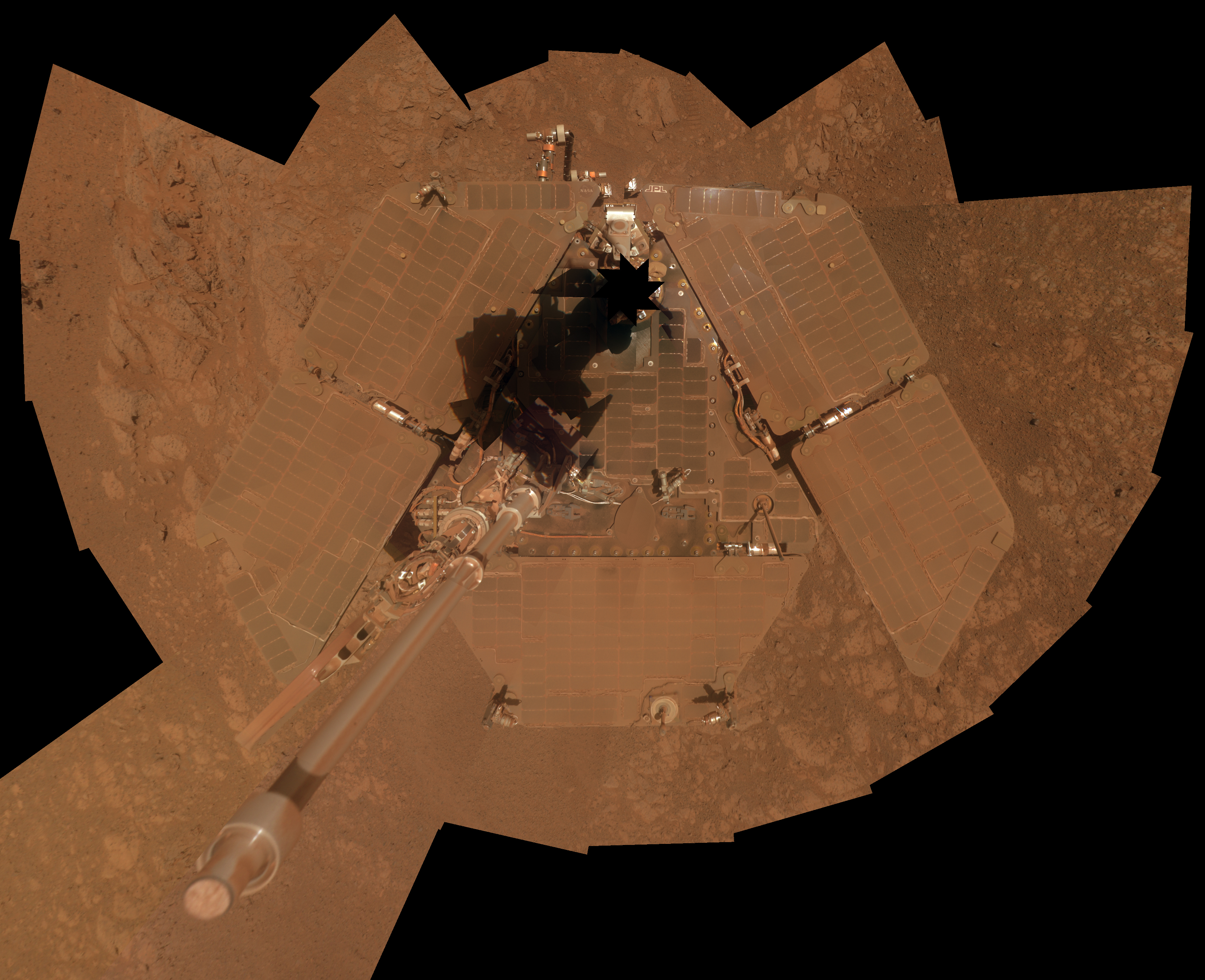
Autoretrat de l'Opportunity prop del cràter Endeavour de la superfície de Mart (6 de gener de 2014).

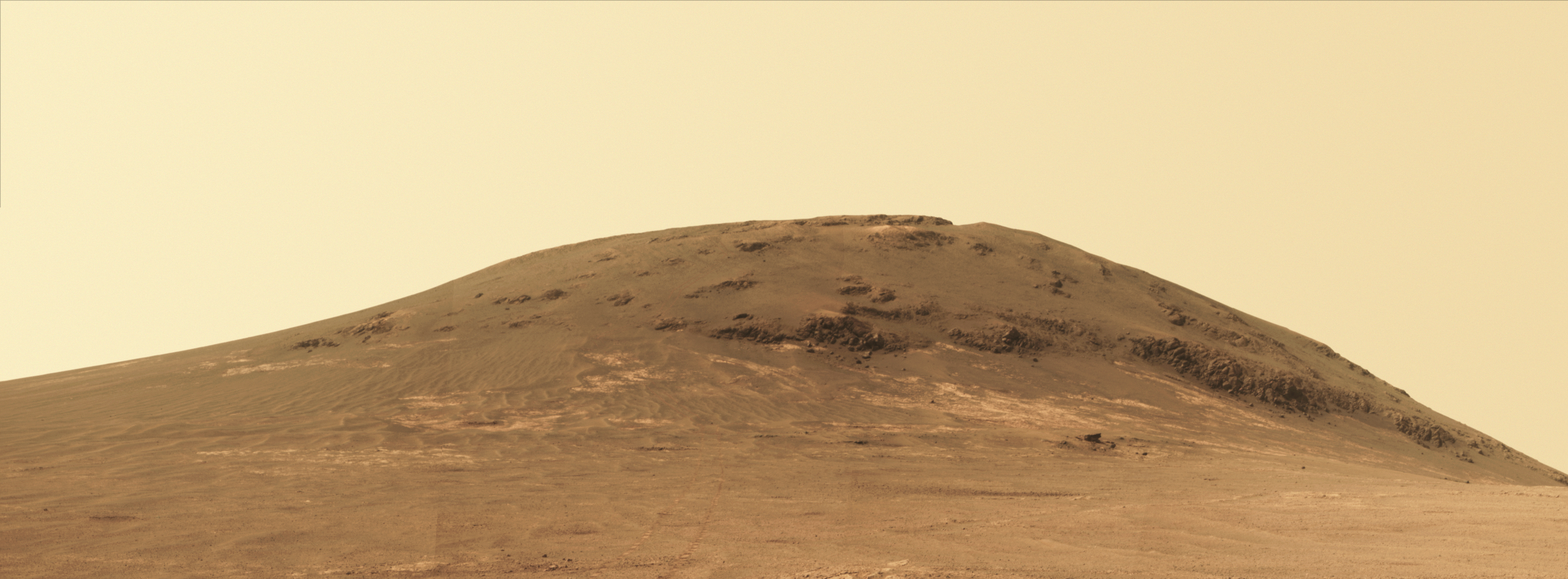
Extrem sud del Cape Tribulation, com es va veure el 2017 pel rover Opportunity

El rover Opportunity va aterrar en un petit cràter, nomenat "Eagle", a les planes de Meridiani. Les planes del lloc d’aterratge es van caracteritzar per la presència d’un gran nombre de petites esfèrules, concrecions esfèriques que van ser etiquetats "nabius" per l'equip científic, que es va trobar lliure a la superfície i també incrustat a la roca. Aquests van demostrar tenir una alta concentració d'hematita, i va mostrar les traces de formar-se en un entorn aquós. La roca mare en capes revelada a les parets del cràter mostrava signes de naturalesa sedimentària, i l’anàlisi d’imatges compositives i microscòpiques demostrava que això es basava principalment en la composició de Jarosita, un mineral de sulfat fèrric que és característicament una evaporita és a dir, el residu de l'evaporació d’un estany o mar salat.
La missió ha proporcionat proves substancials de l'activitat hídrica passada a Mart. A més d'investigar la "hipòtesi de l’aigua", Opportunity també ha obtingut observacions astronòmiques i dades atmosfèriques.
La missió estesa va portar el rover a través de les planes a una sèrie de cràters més grans al sud, amb l'arribada al límit d'un cràter de 25 km de diàmetre, el cràter Endeavour, vuit anys després d'aterrar. L'espectroscòpia orbital d'aquesta vora del cràter mostra els signes de roques de fil·losilicats, indicatiu de dipòsits sedimentaris més antics.

## Glossari
- APXS: Alpha Particle X-Ray Spectrometer
- DSCC: Deep Space Communications Center
- DSN: Deep Space Network
- DTS: Dead Time Start
- ERT: Earth-received time, UTC of an event
- FSW: Flight Software
- HGA: High Gain Antenna
- LGA: Low Gain Antenna
- MER: Mars Exploration Rover
- MSL: Mars Science Laboratory
- Mini-TES: Miniature Thermal Emission Spectrometer
- NASA: National Aeronautics and Space Administration (USA)
- Navcam: Navigation camera
- Pancam: Panoramic camera
- RAT: Rock Abrasion Tool
- RCS: Reaction Control System